# Кік-ін-де-Кьок

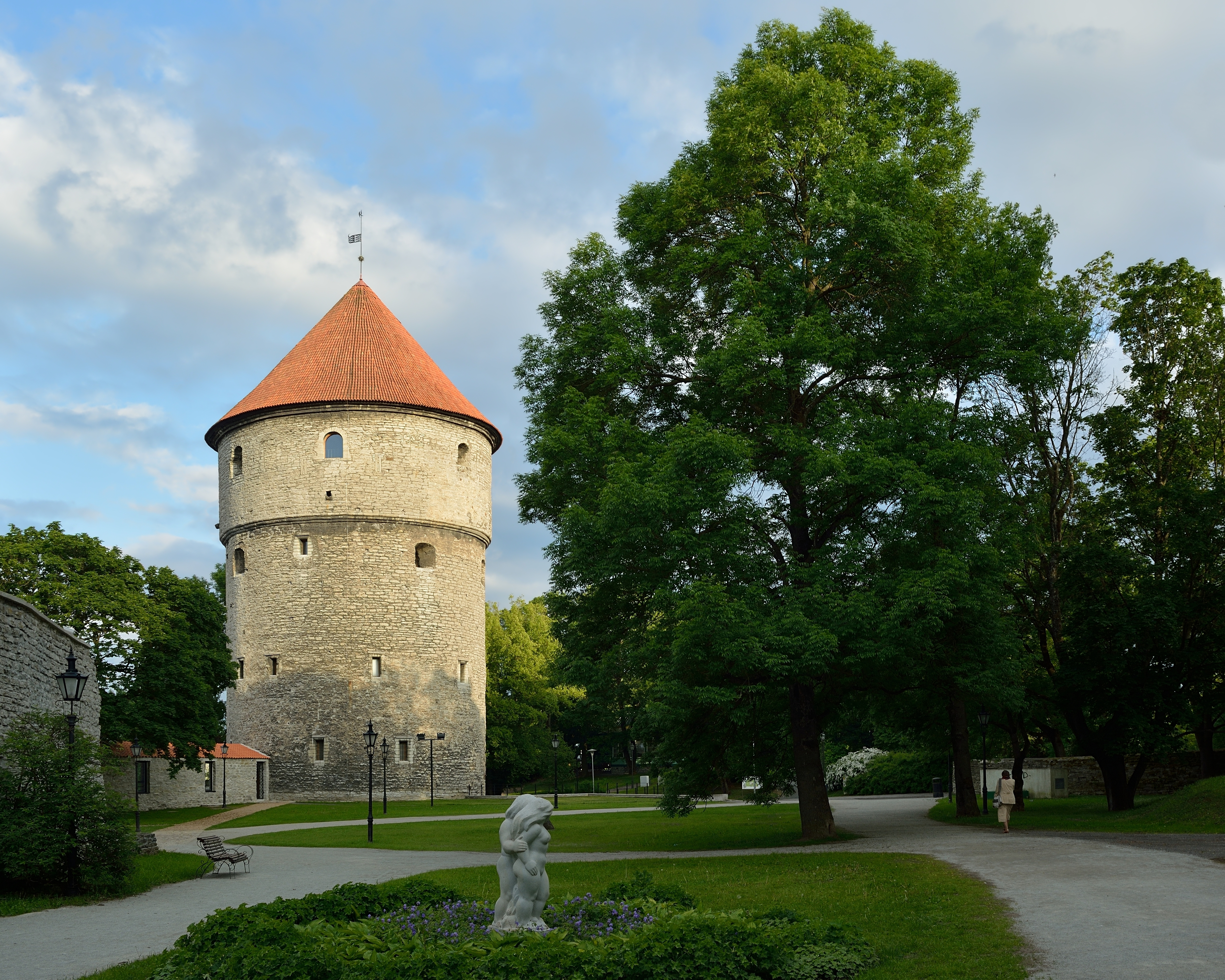

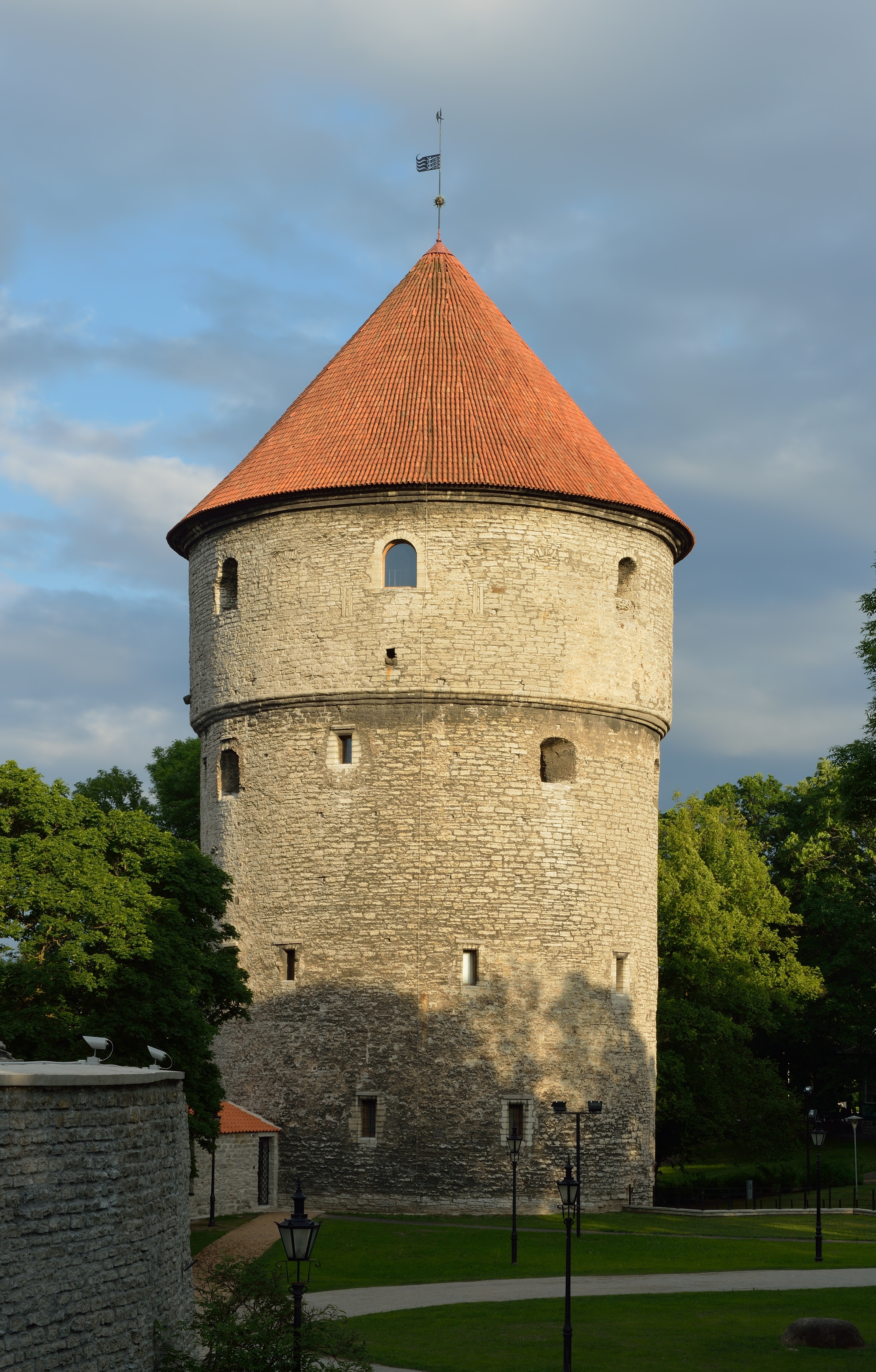

59°26′05″ пн. ш. 24°44′29″ сх. д. / 59.43475° пн. ш. 24.74125° сх. д.
Кік-ін-де-Кьок (Kiek in de Kök, нижньонімецькою мовою — Зазирни в кухню) — стара німецька назва веж, в основному тих, які були частиною міських фортифікаційних укріплень. Вони отримали свою назву через те, що мешканці башти в прямому сенсі могли побачити, що готується в кухнях прилеглих будинків.
За часів Ганзейського союзу і Тевтонського Ордена вежі за межами сучасної Німеччини також отримували цю назву, наприклад, у Гданську (Данцигу) і Таллінні.
Будівля в Таллінні — артилерійська башта, побудована 1475 року. Має висоту 38 метрів і стіни завтовшки 4 метри. Гарматні ядра, датовані 1577 роком, досі вмонтовані в зовнішні стіни.

## Історія
Реставраційні роботи XX століття повернули вежі та навколишній місцевості первісний вигляд. Нині башта працює як музей і фотогалерея.

## Ілюстрації

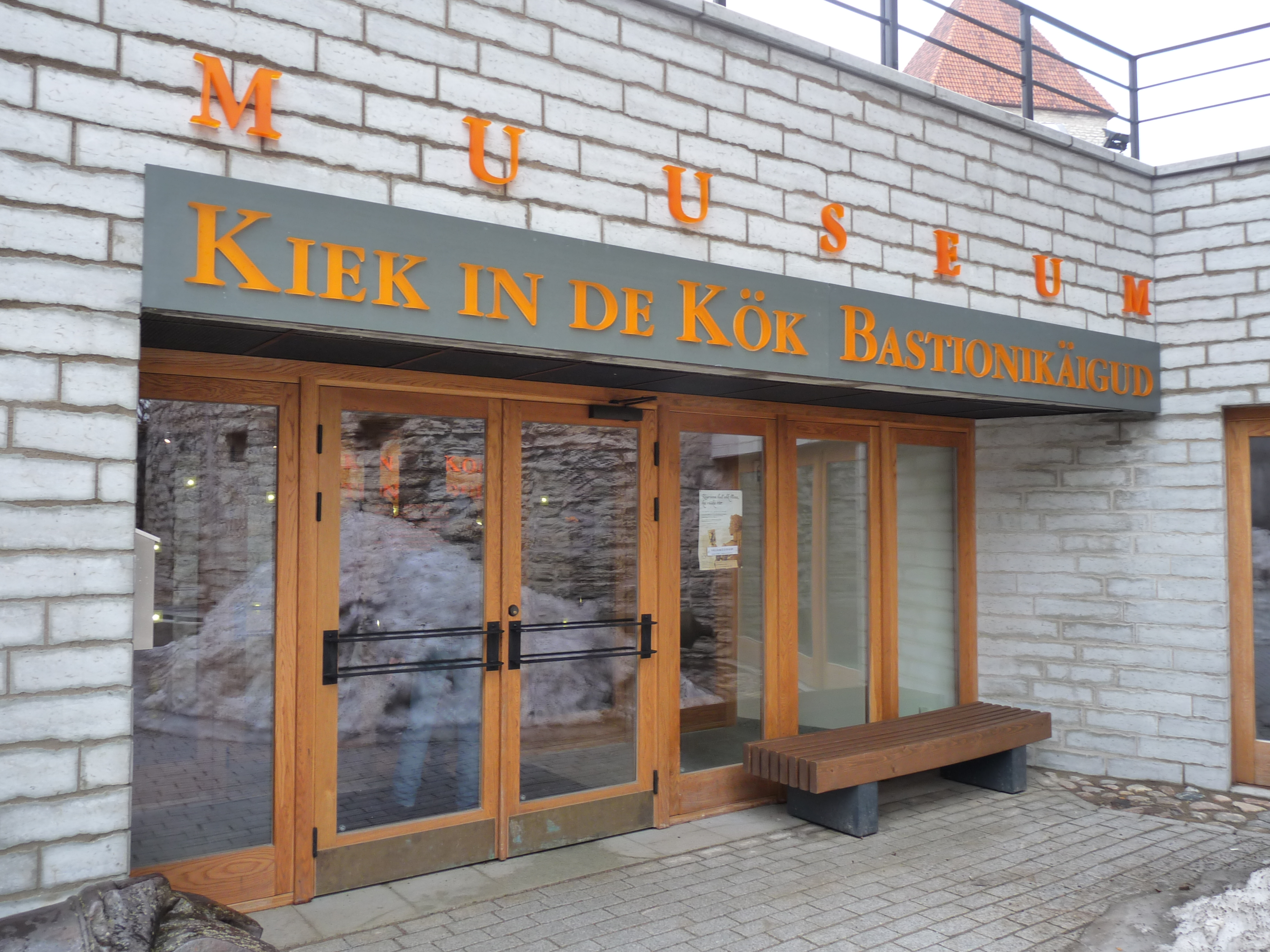
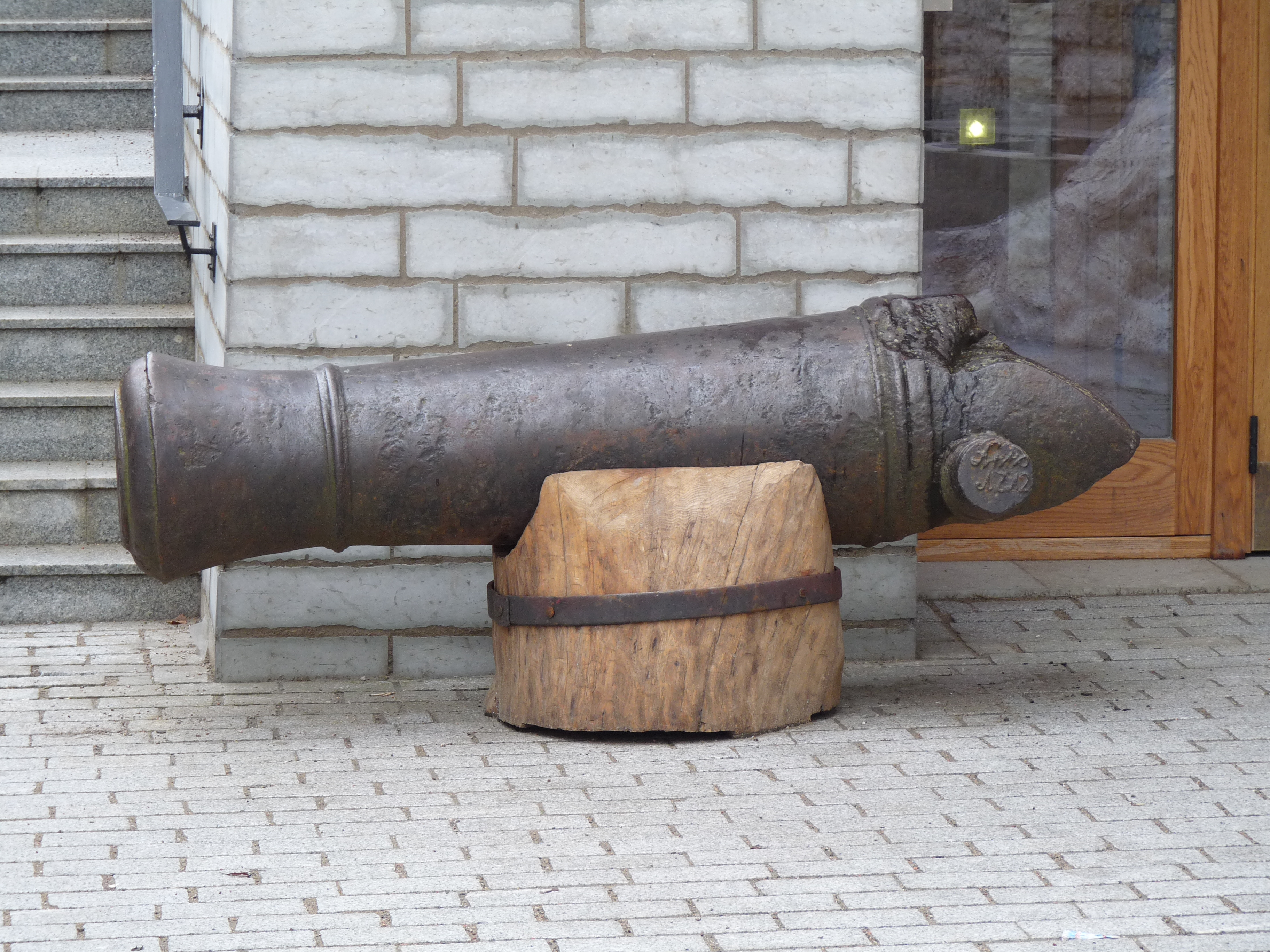
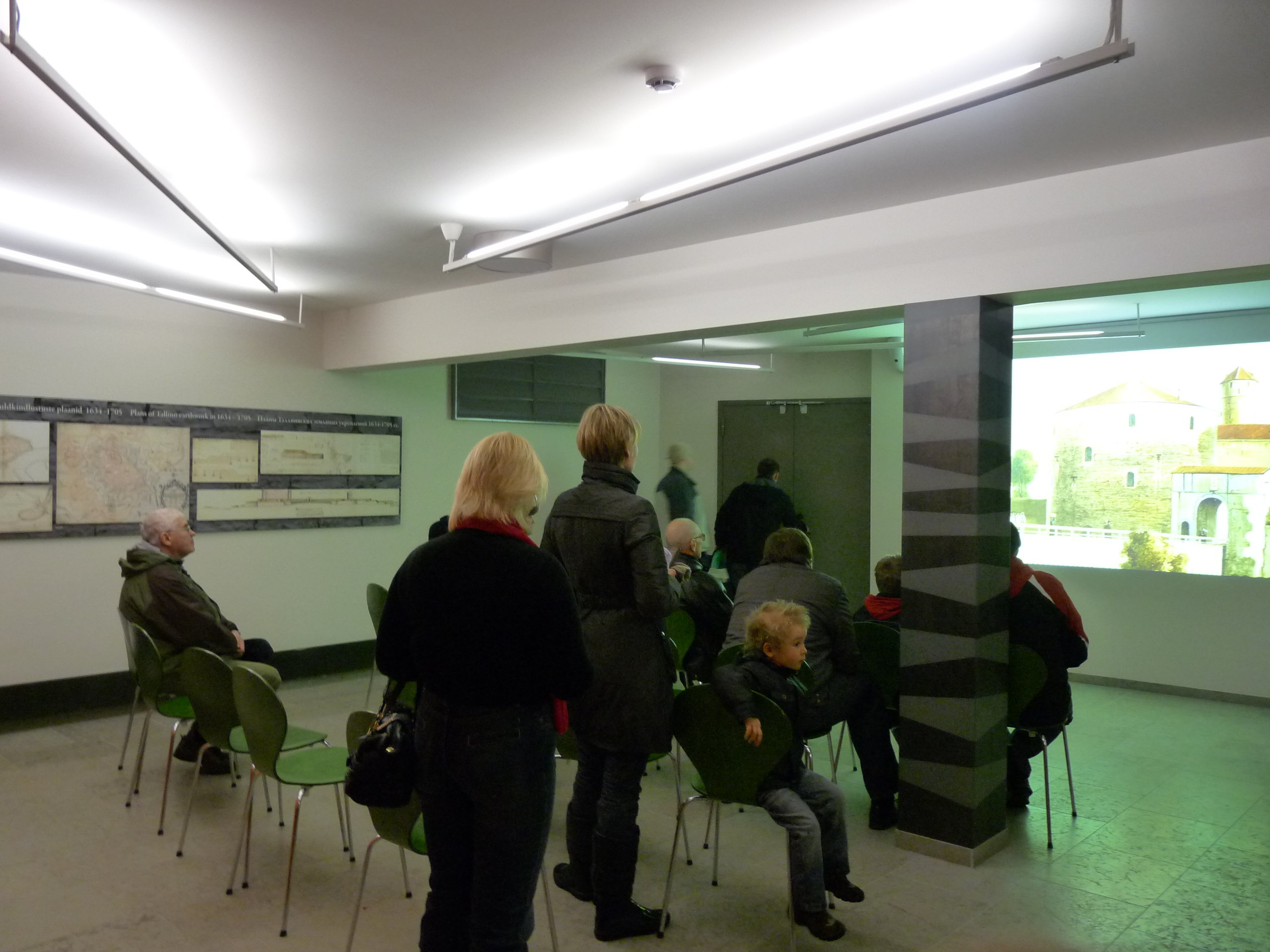
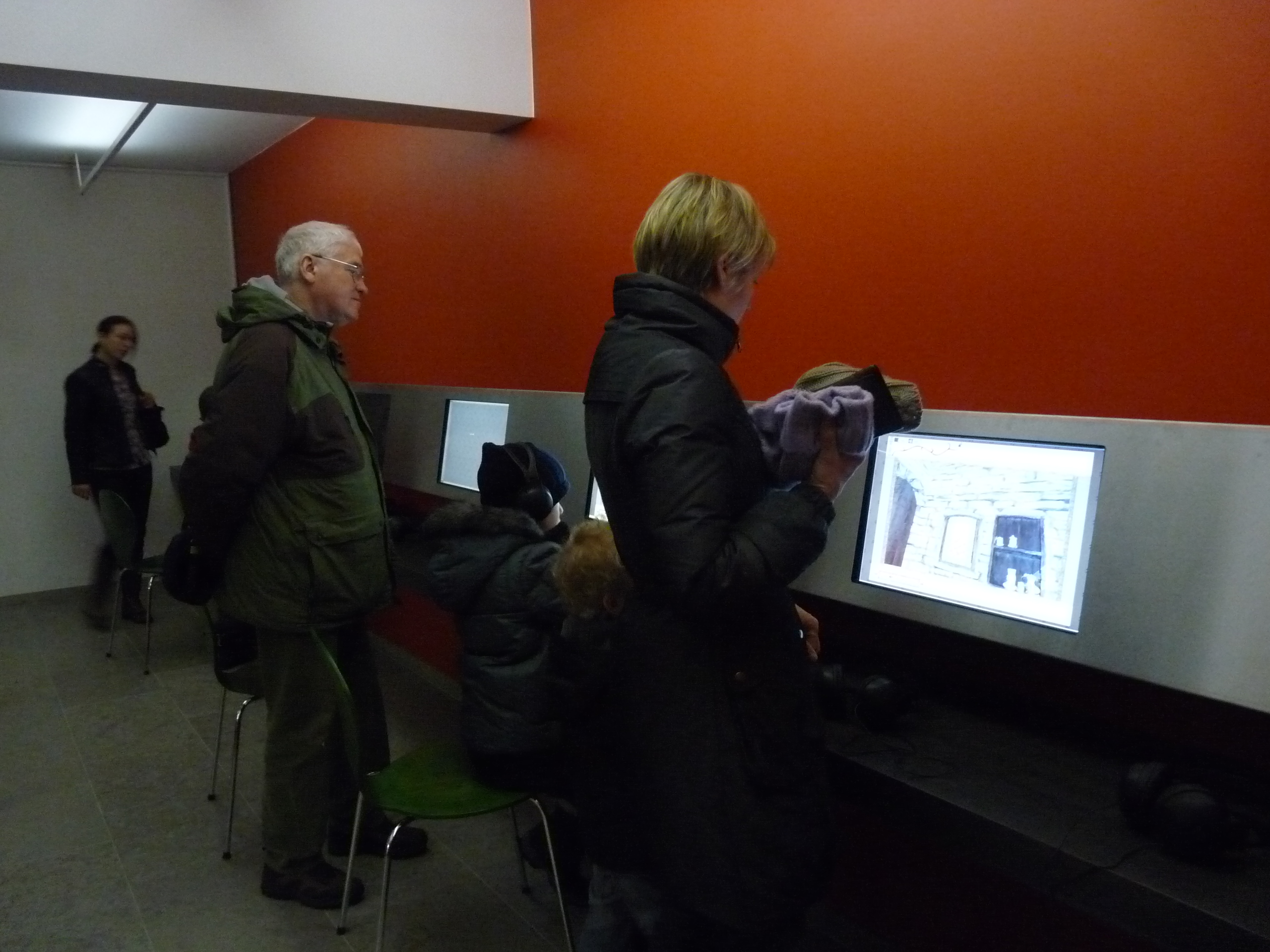
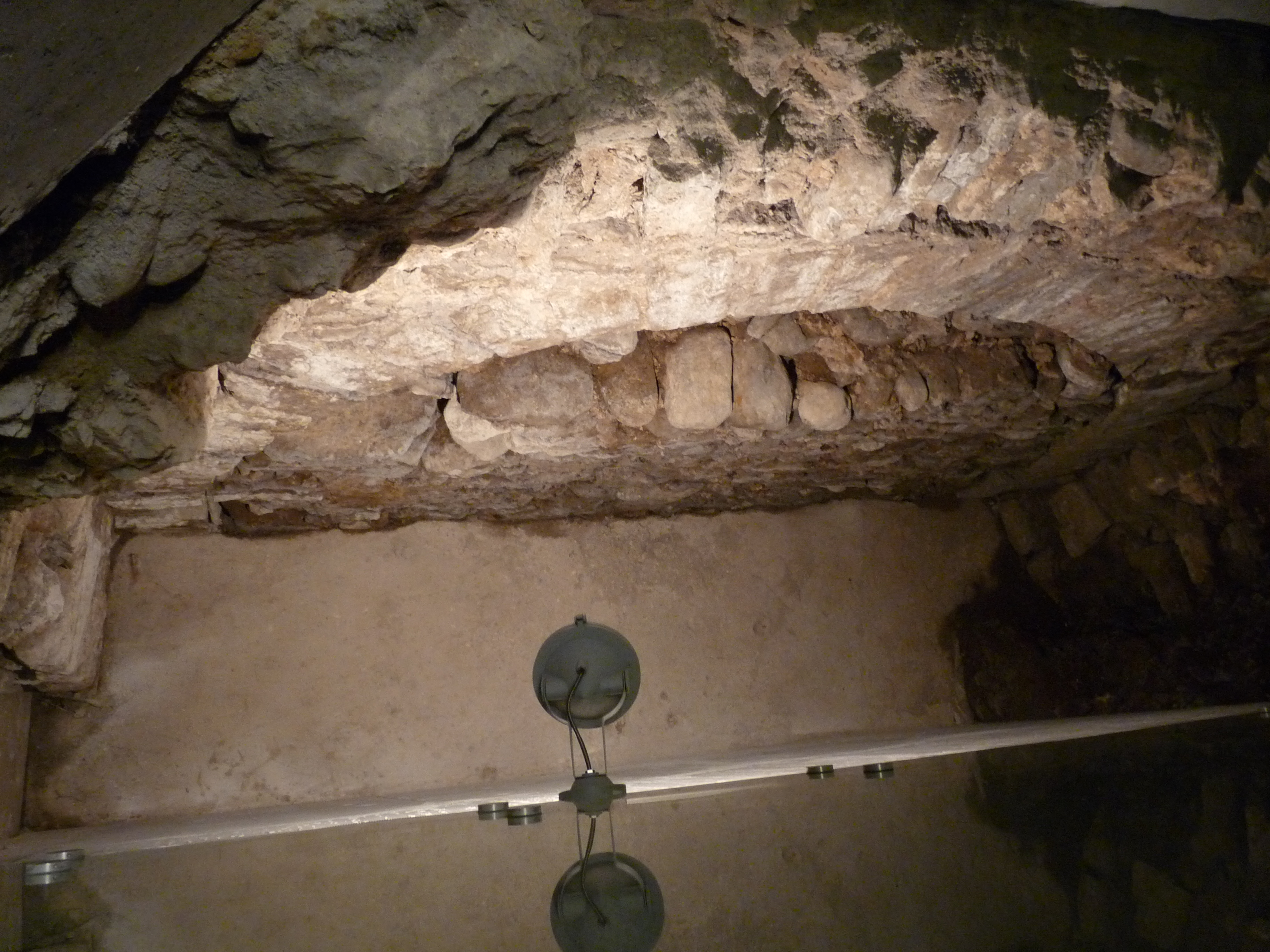
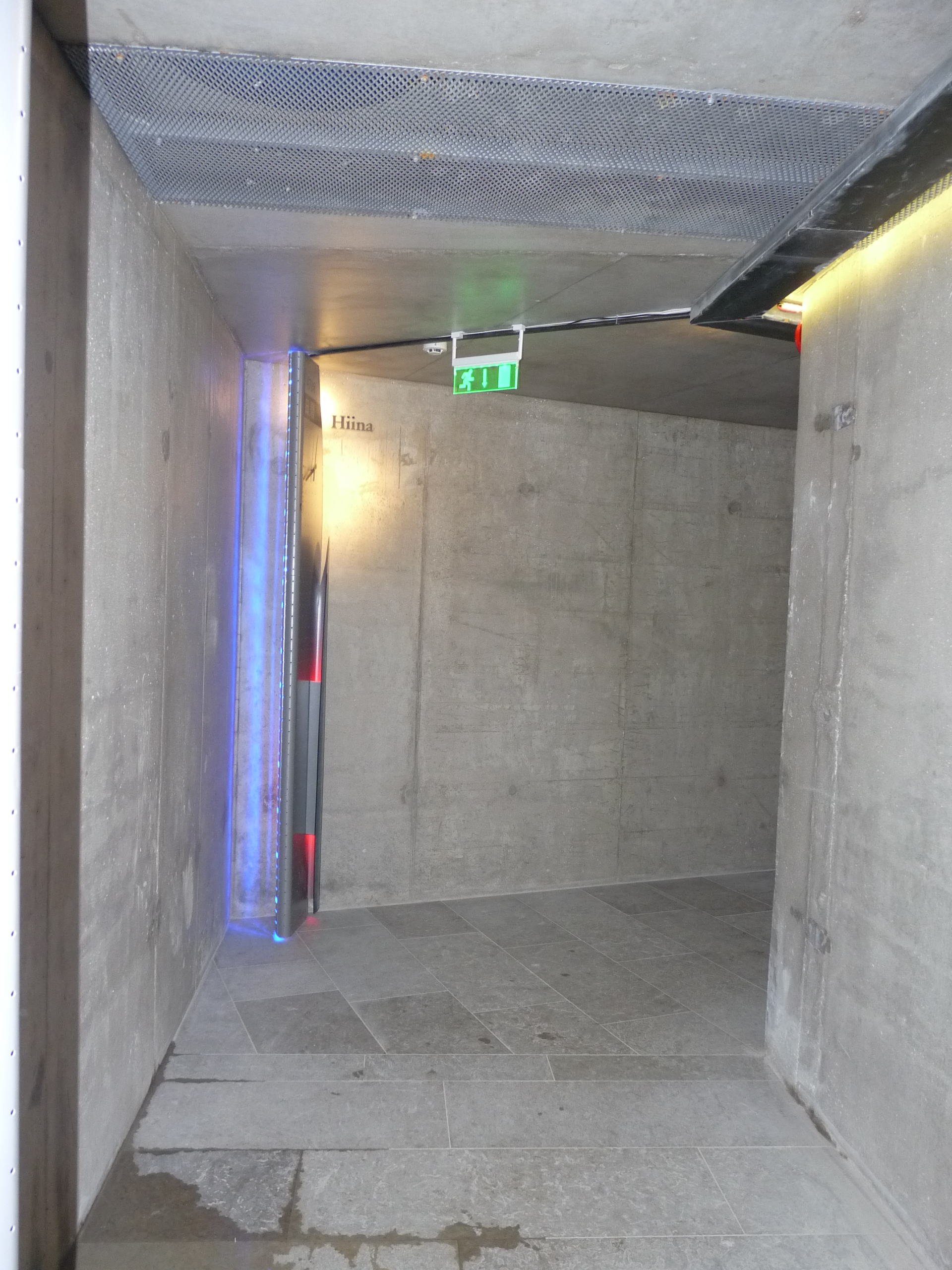
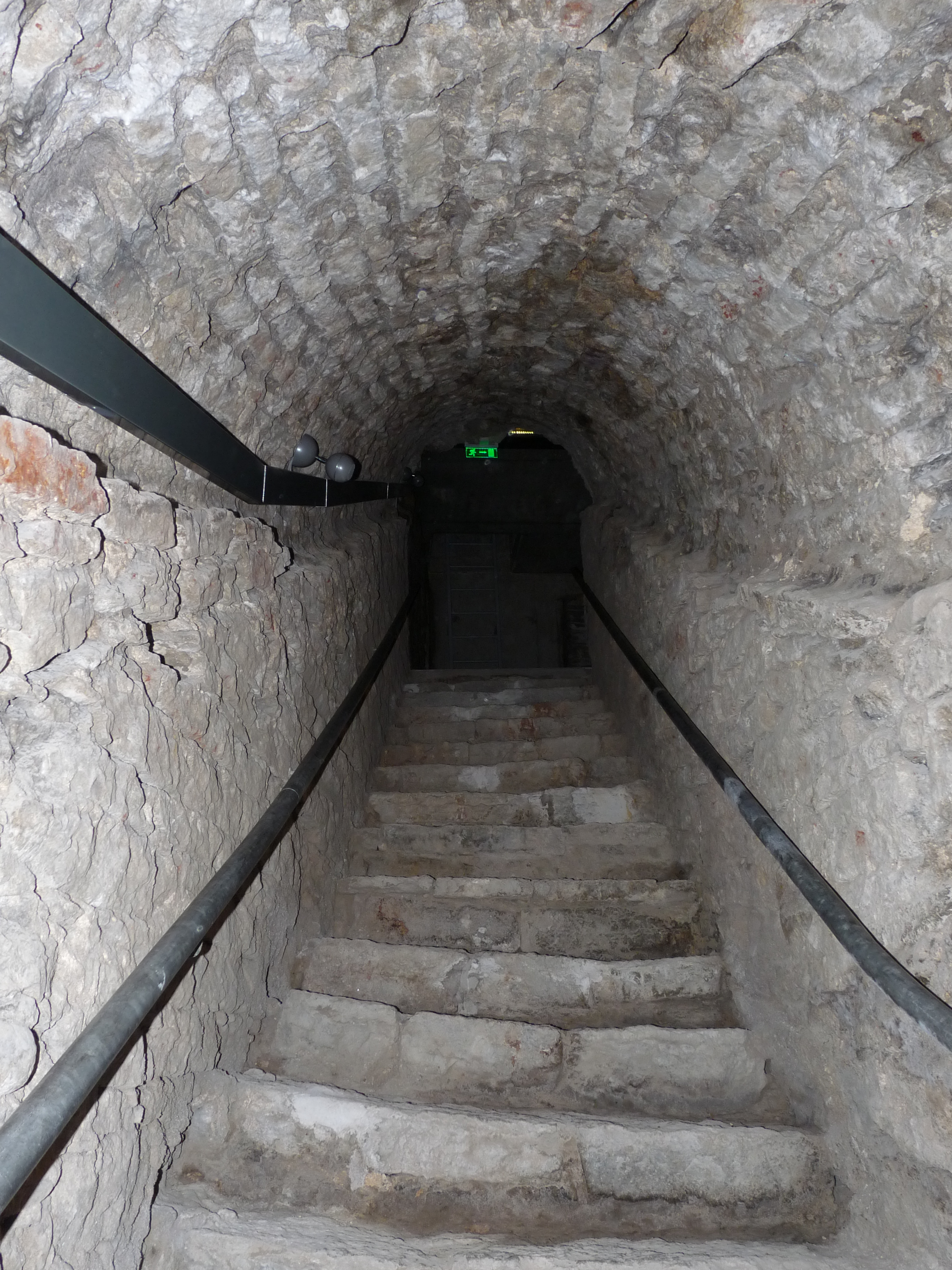
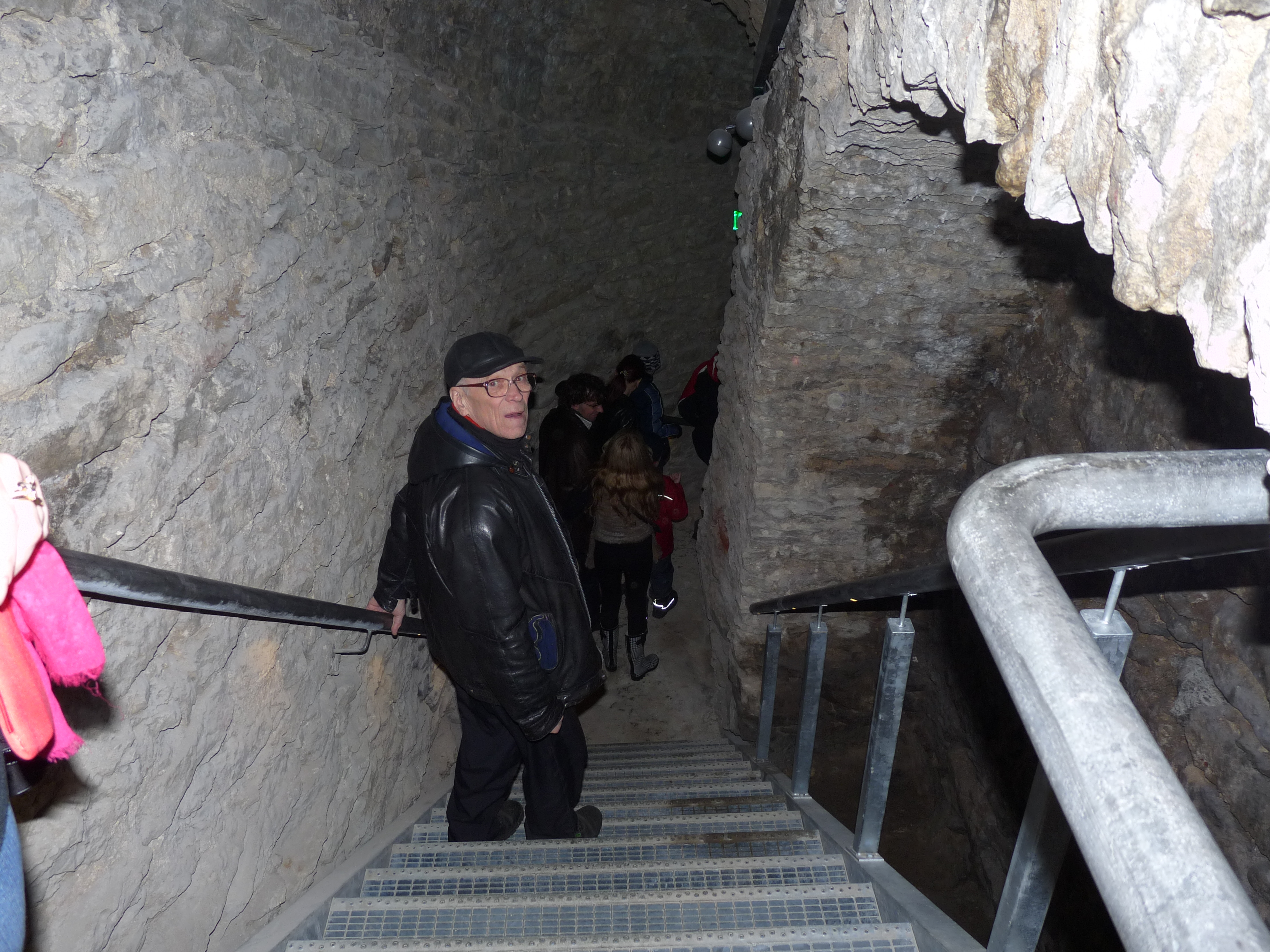
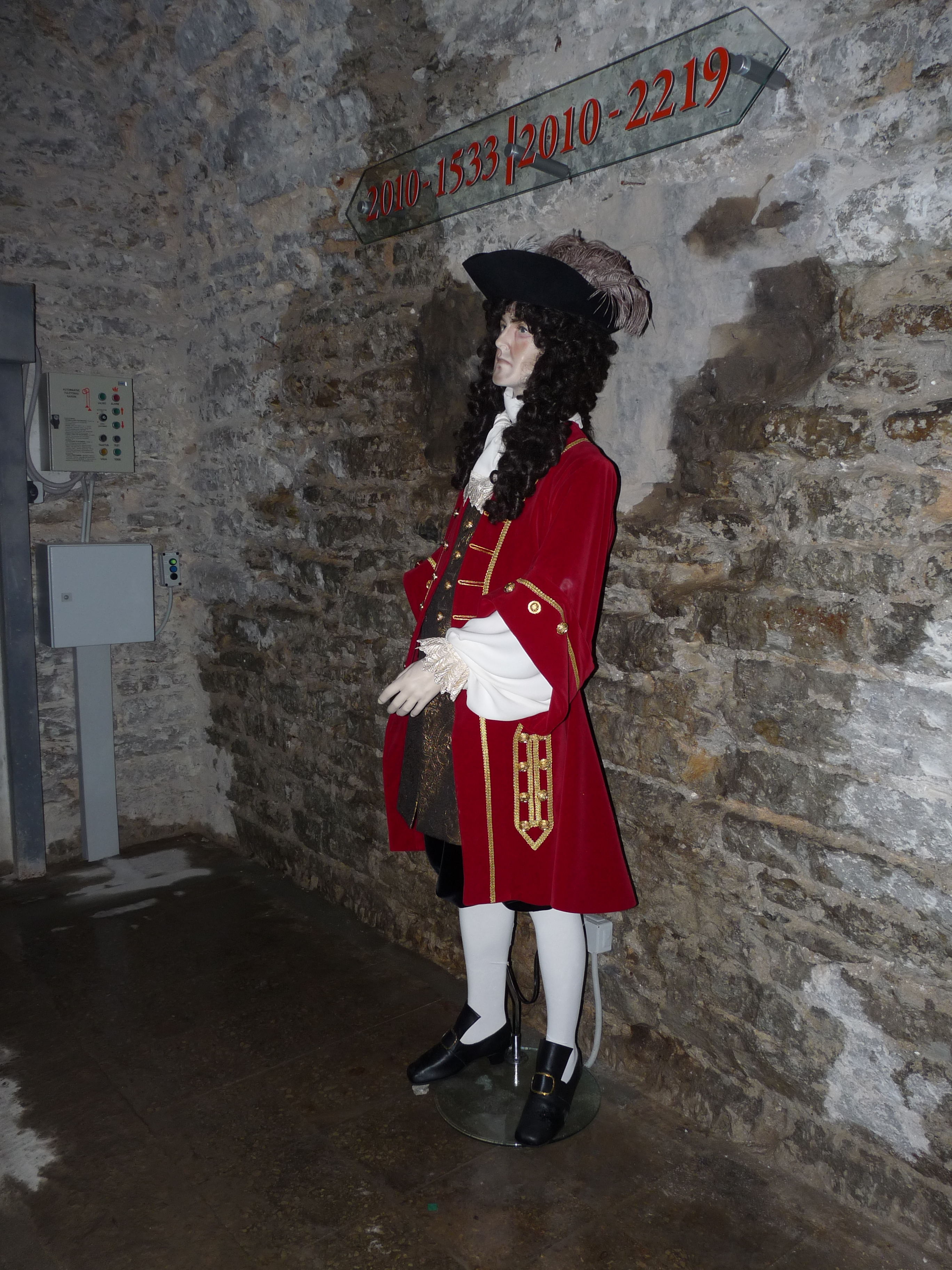
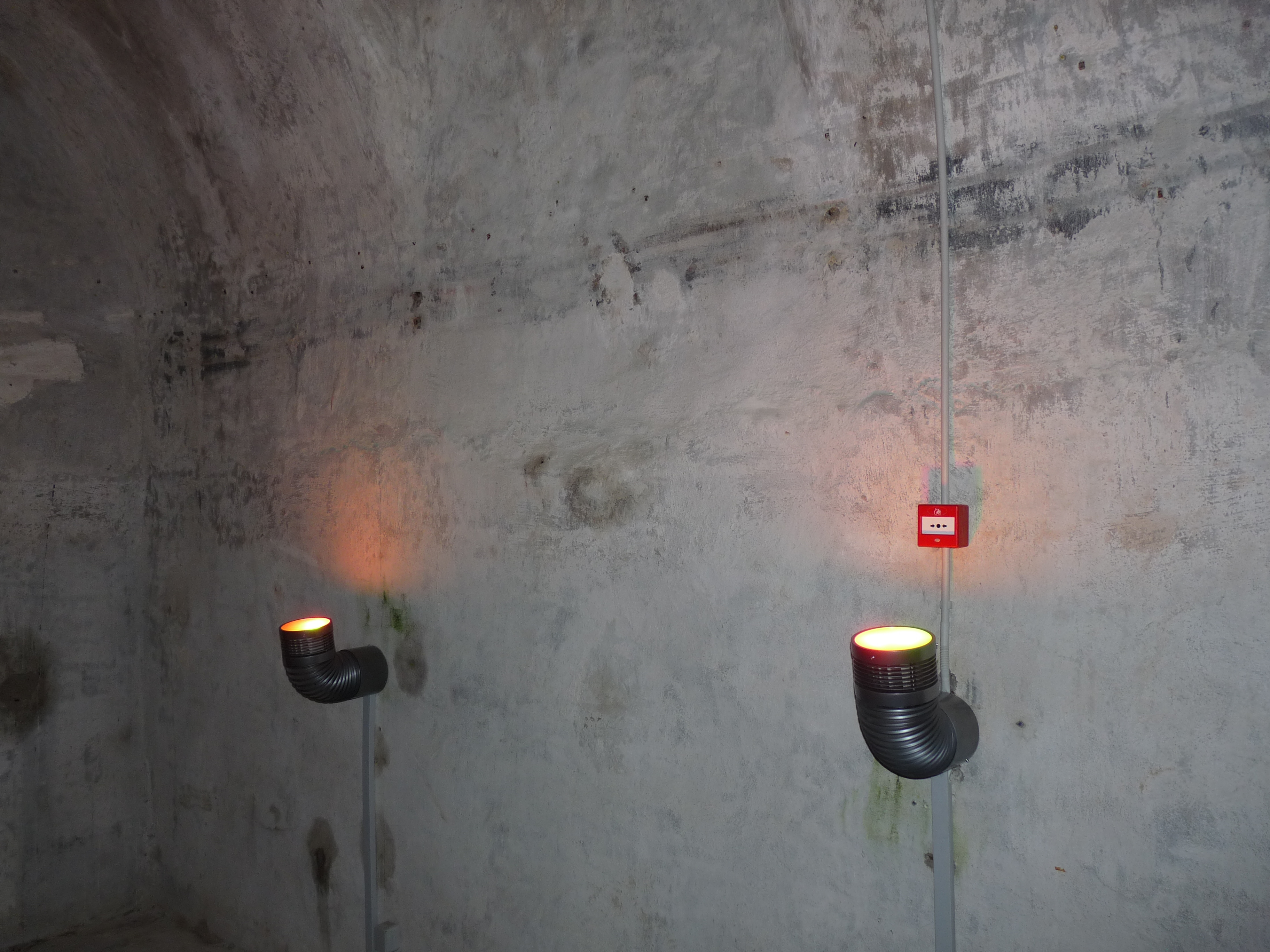
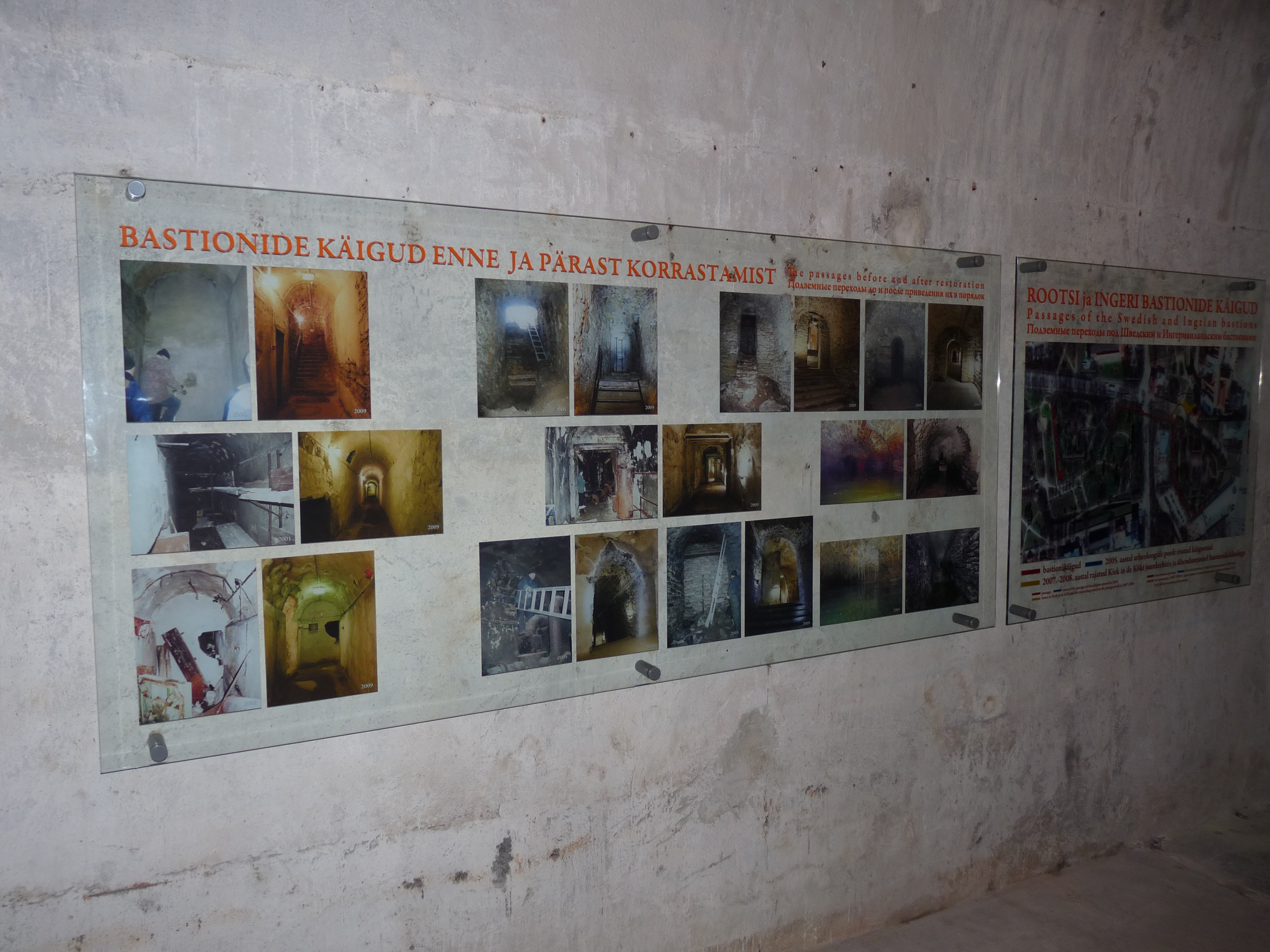
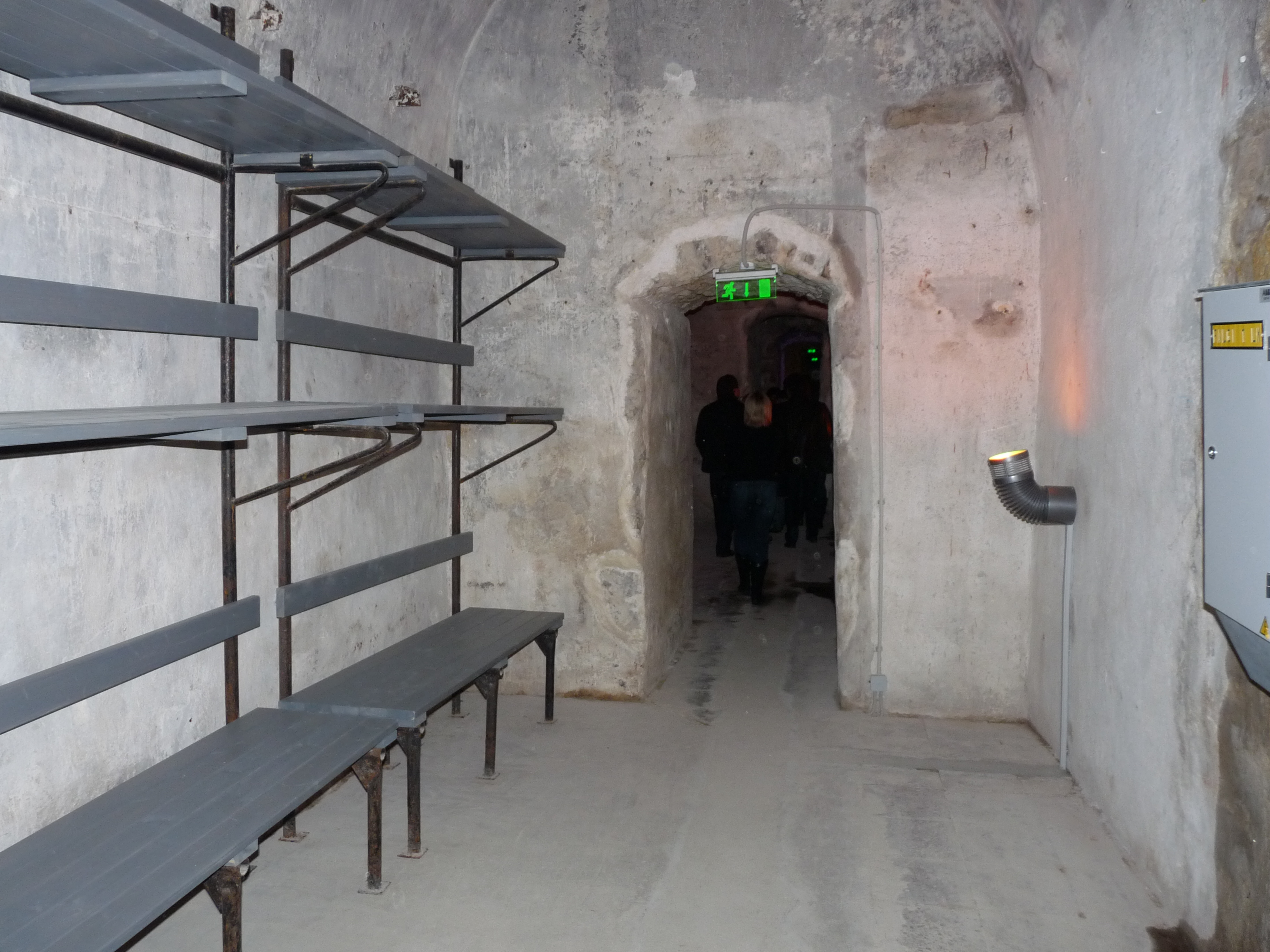
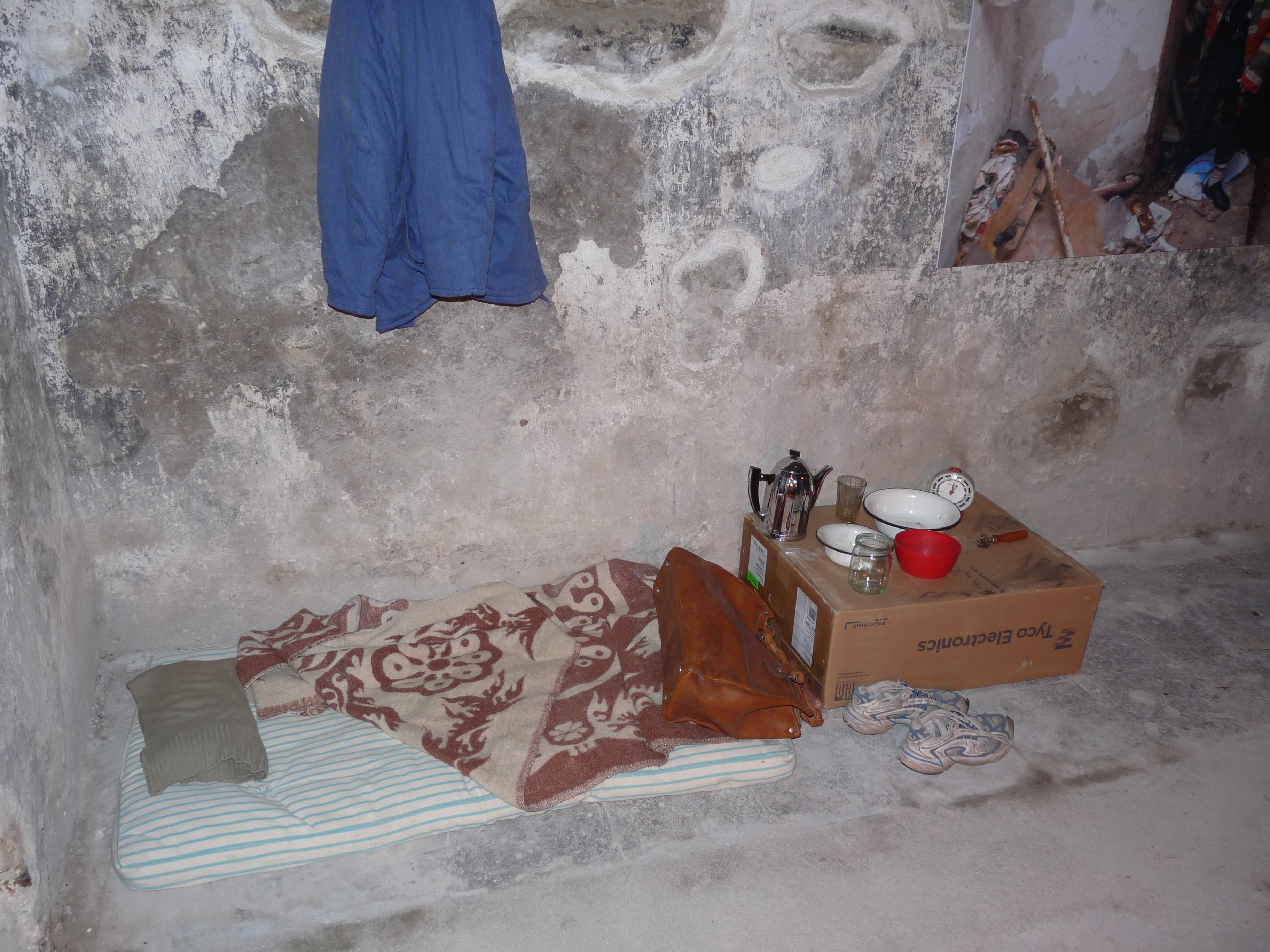
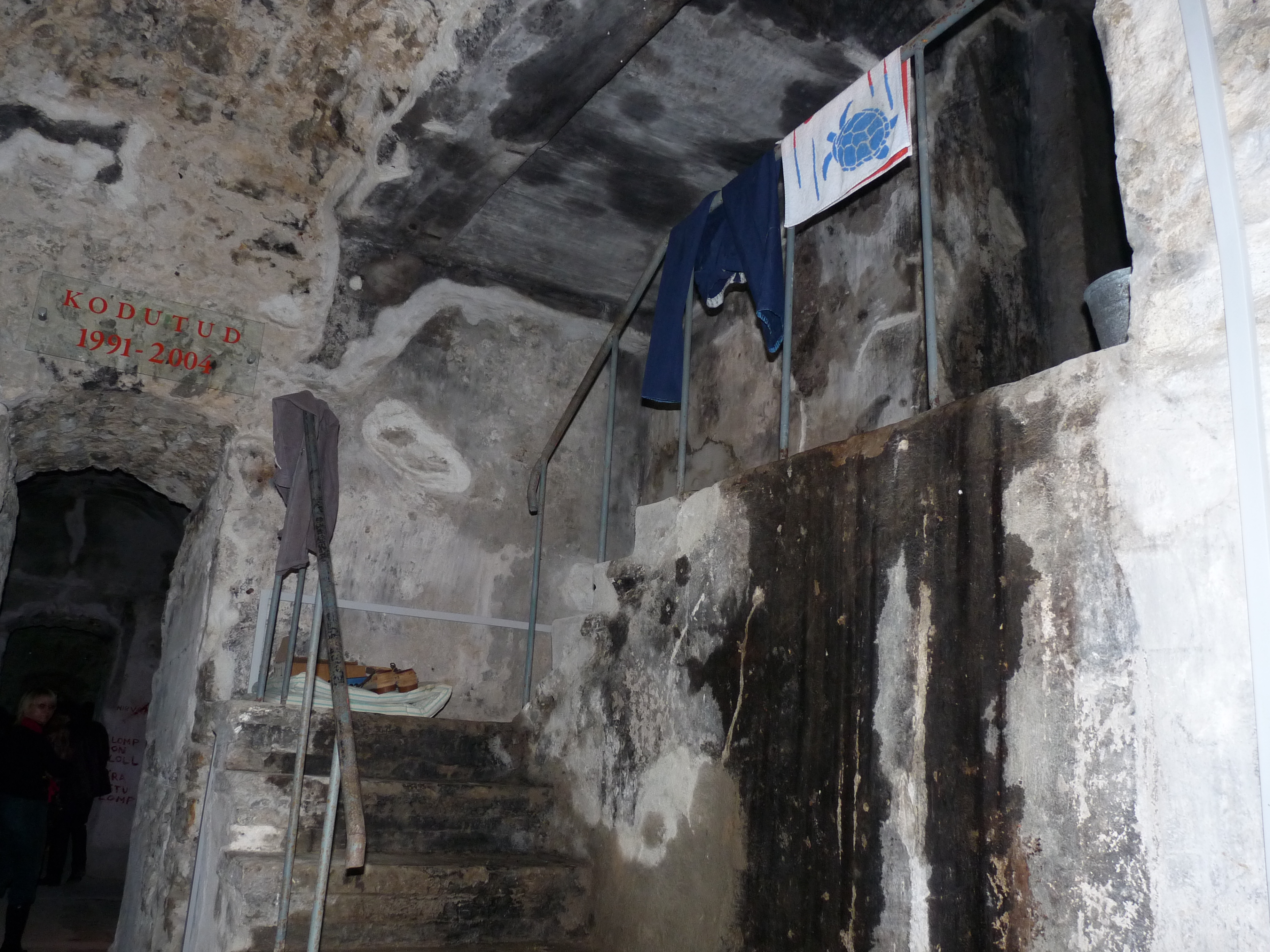
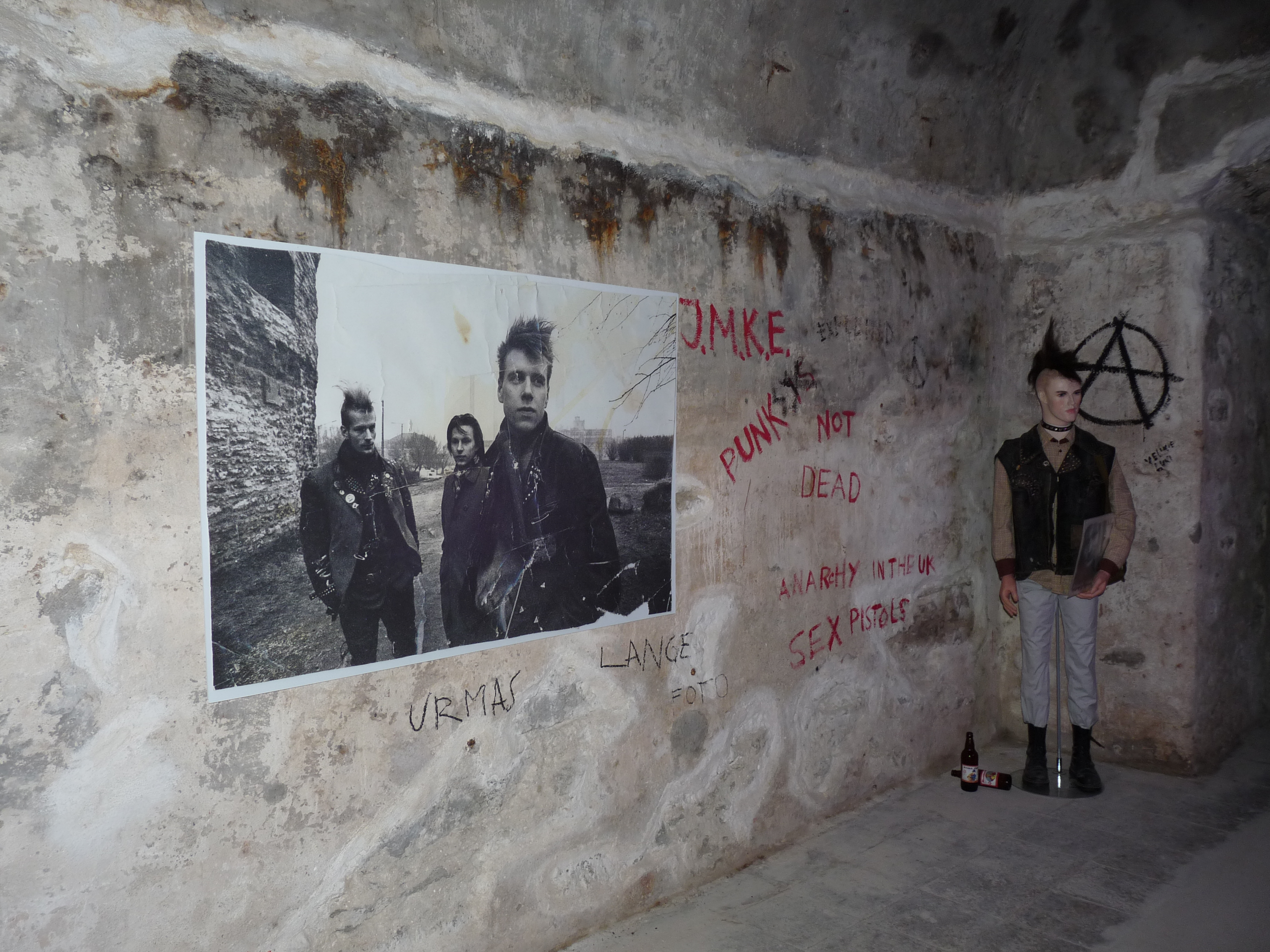
J.M.K.E.
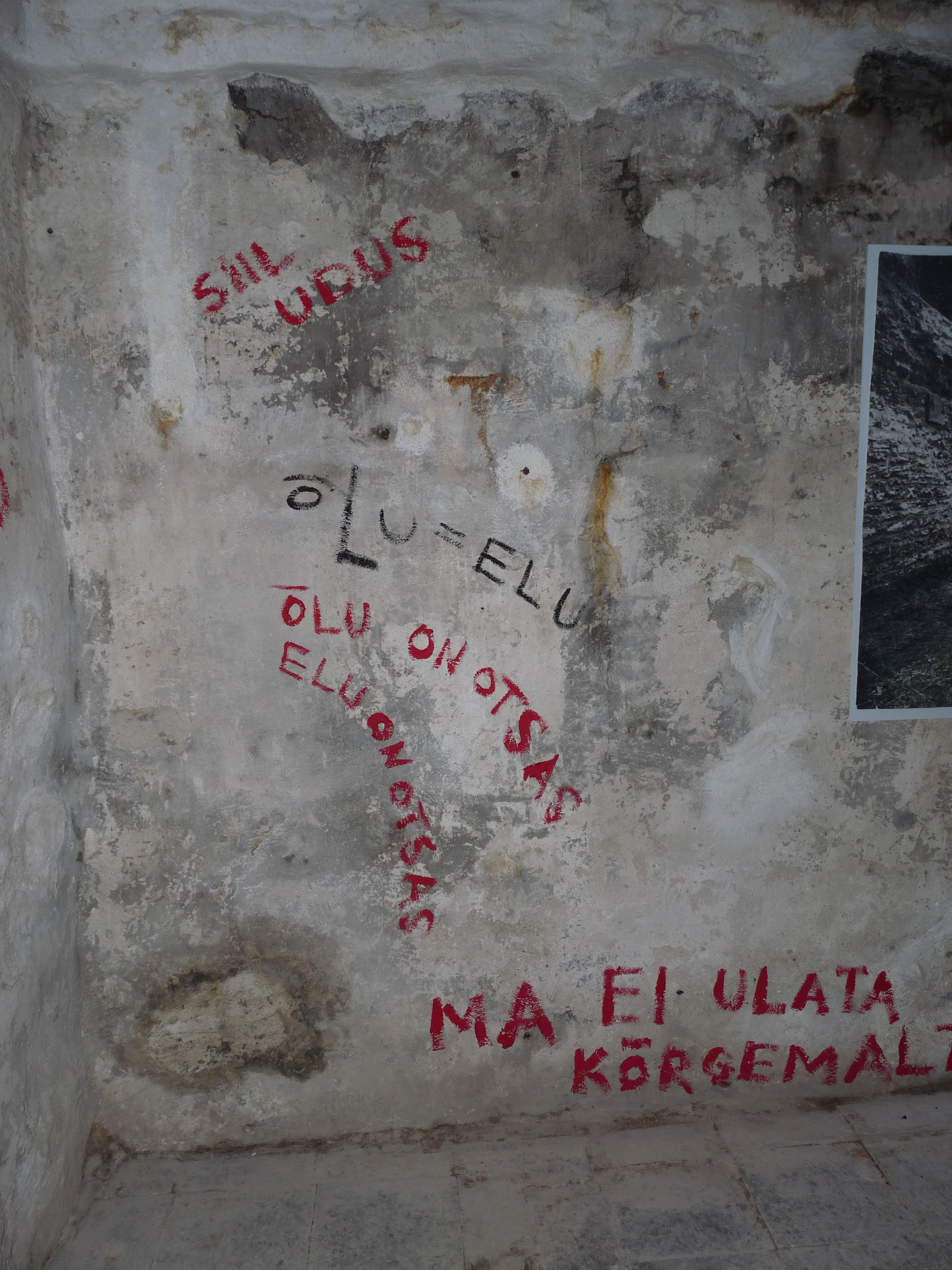
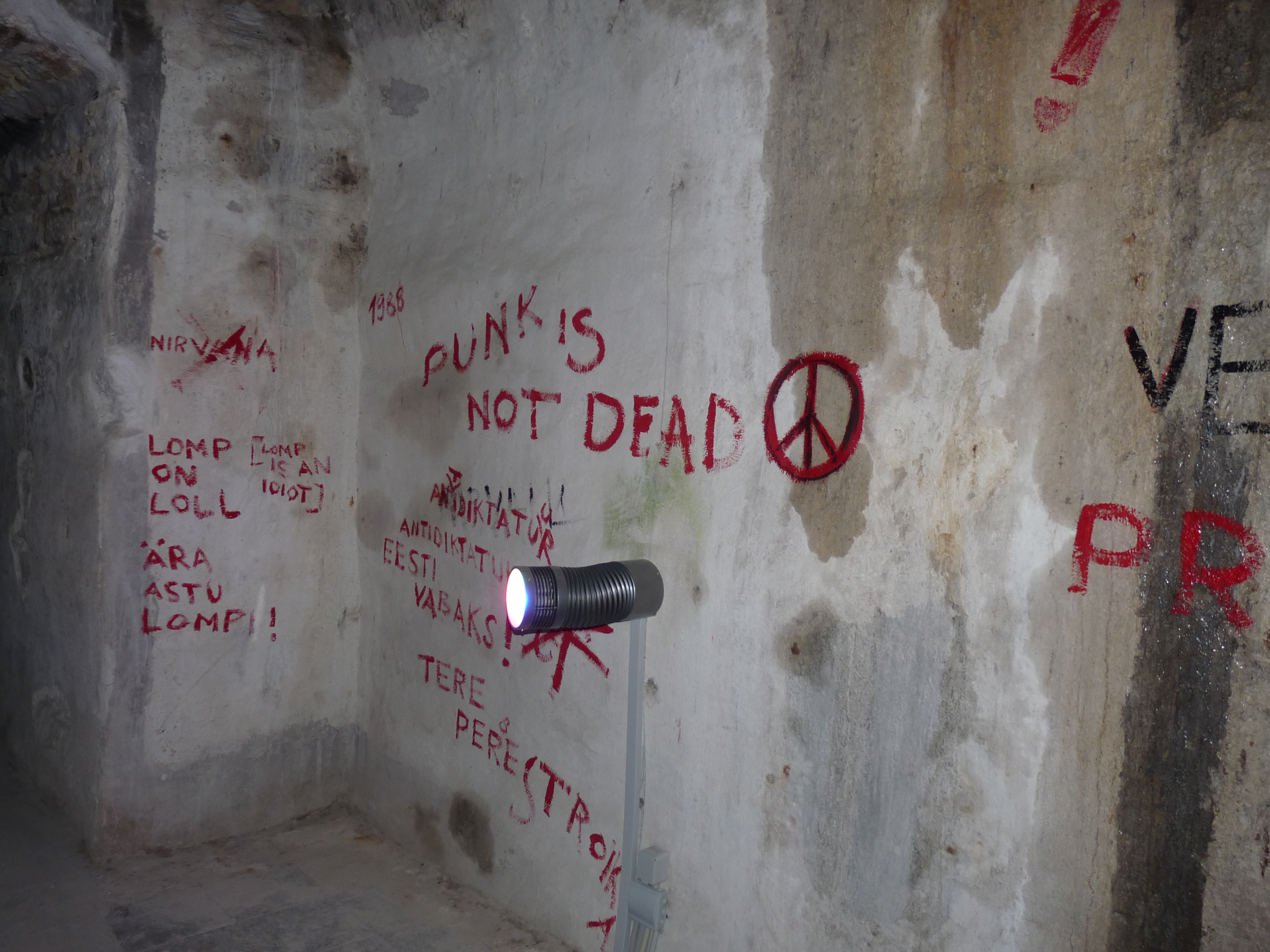
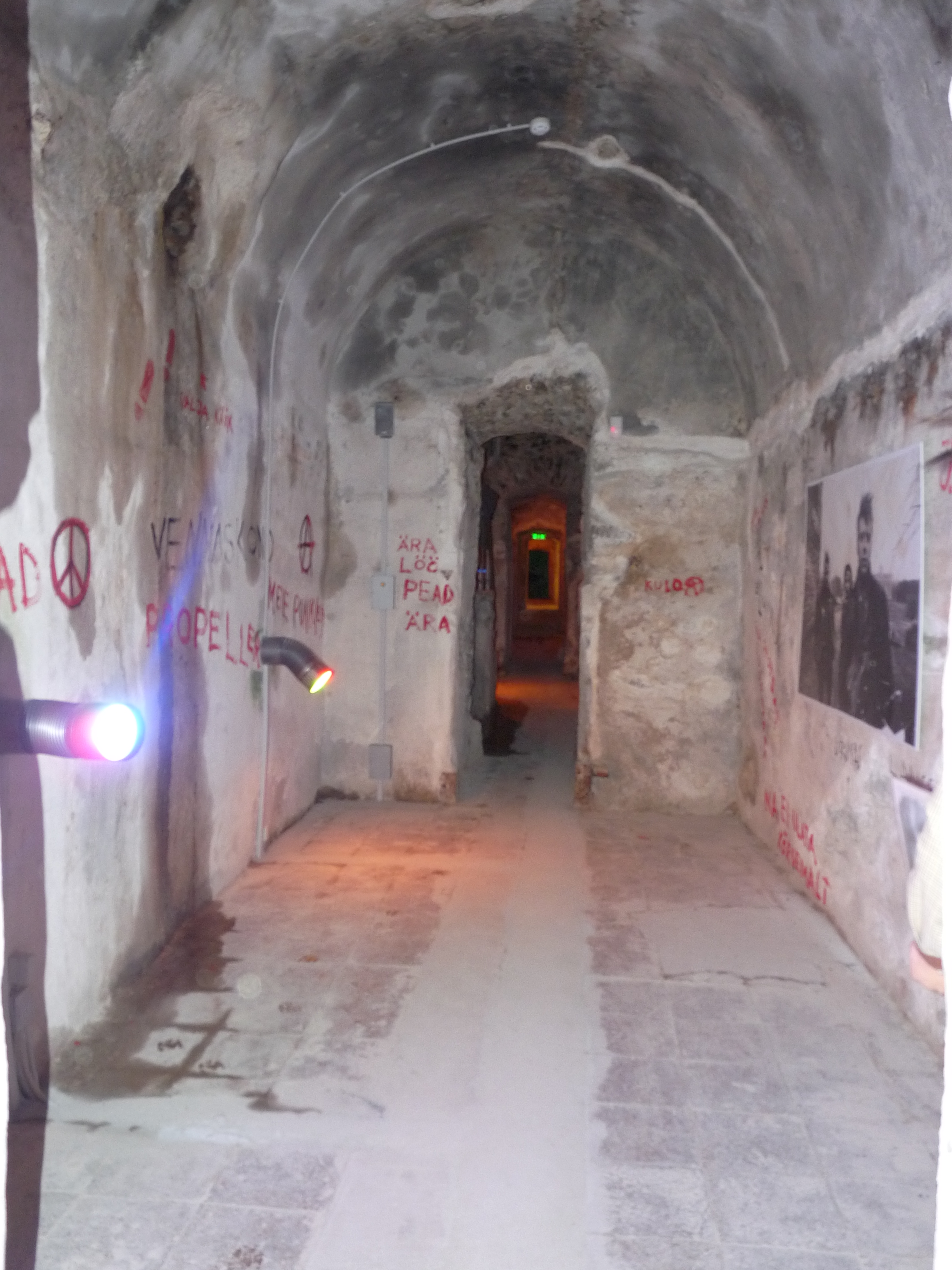
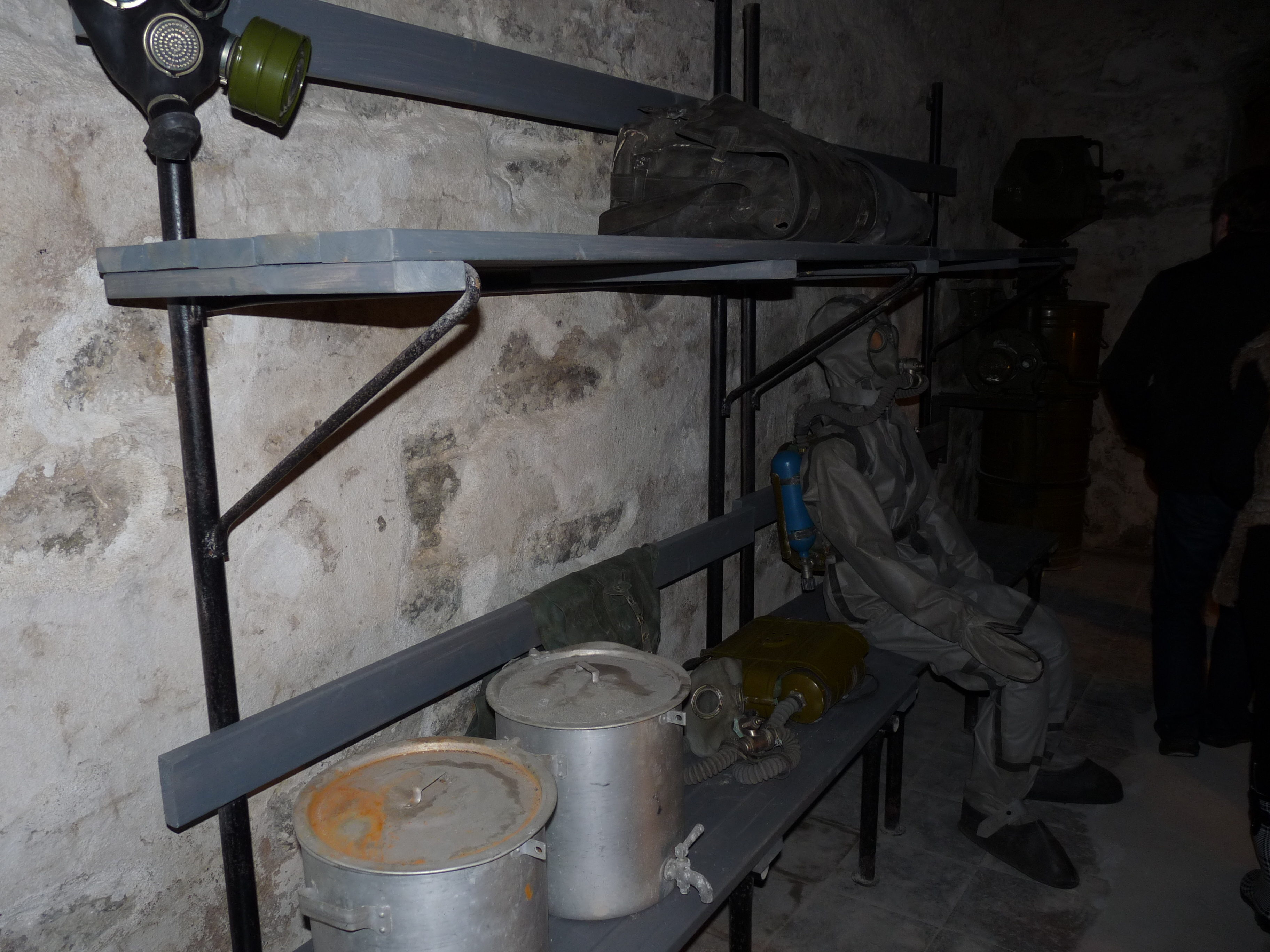
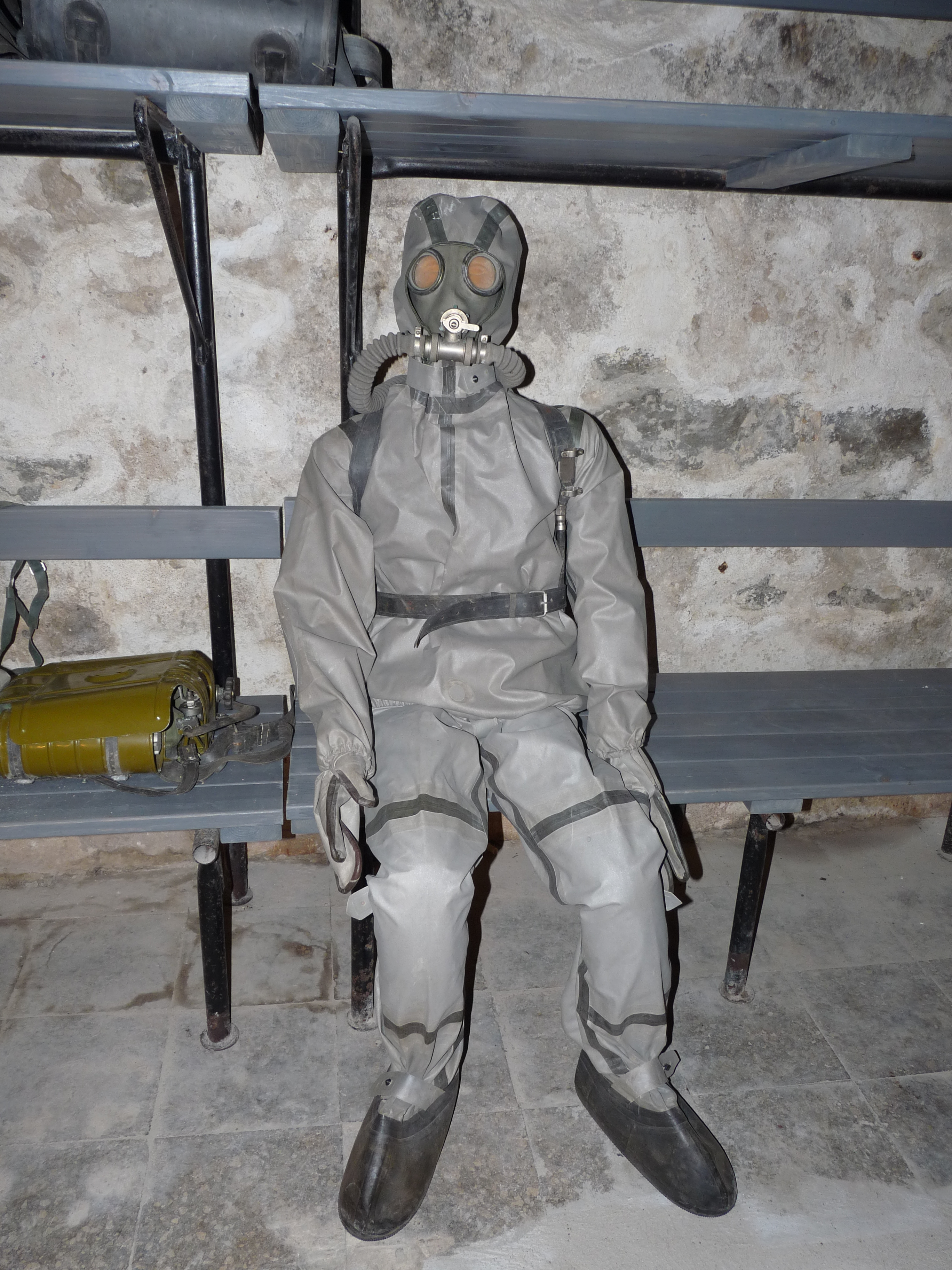
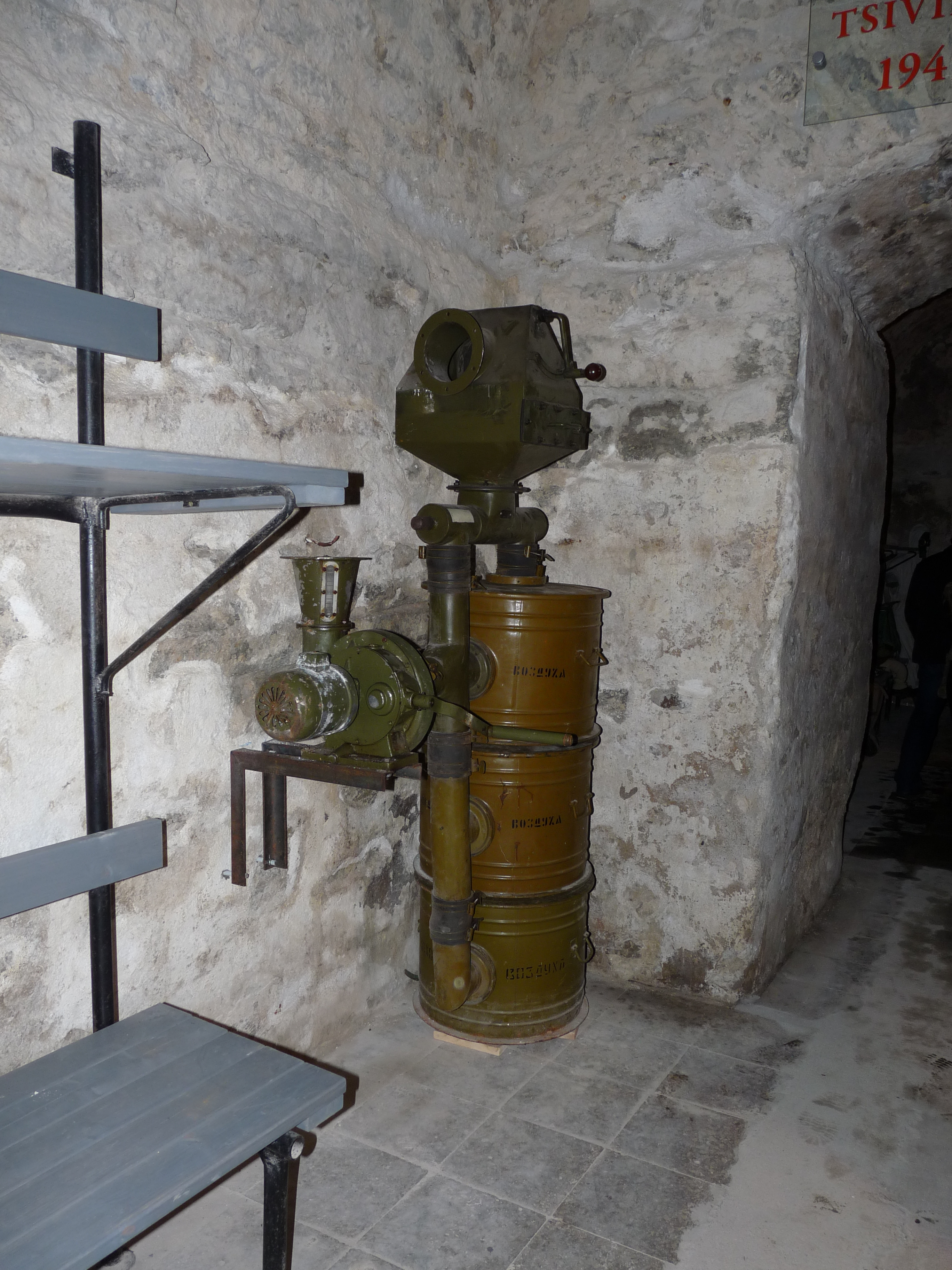
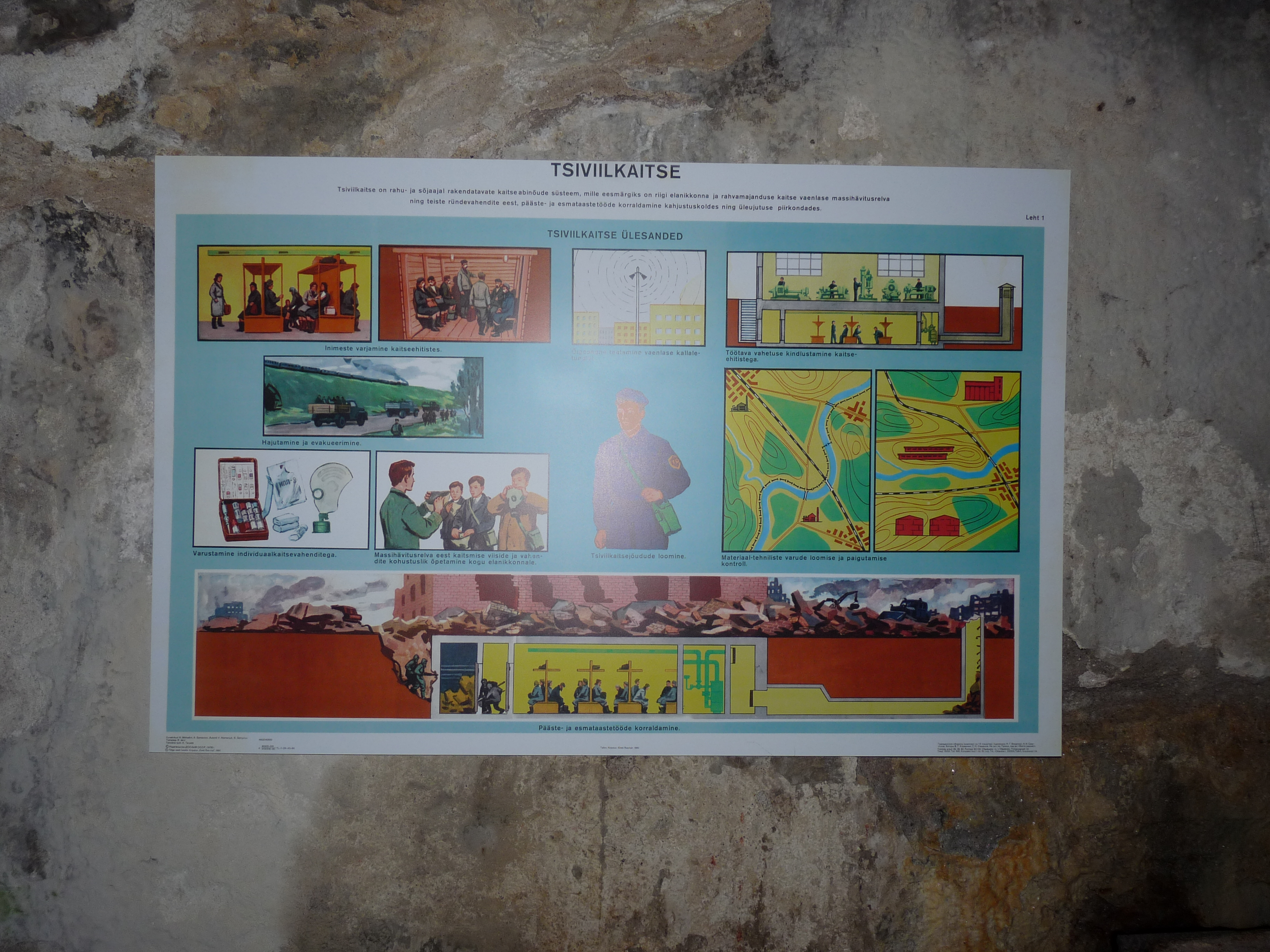
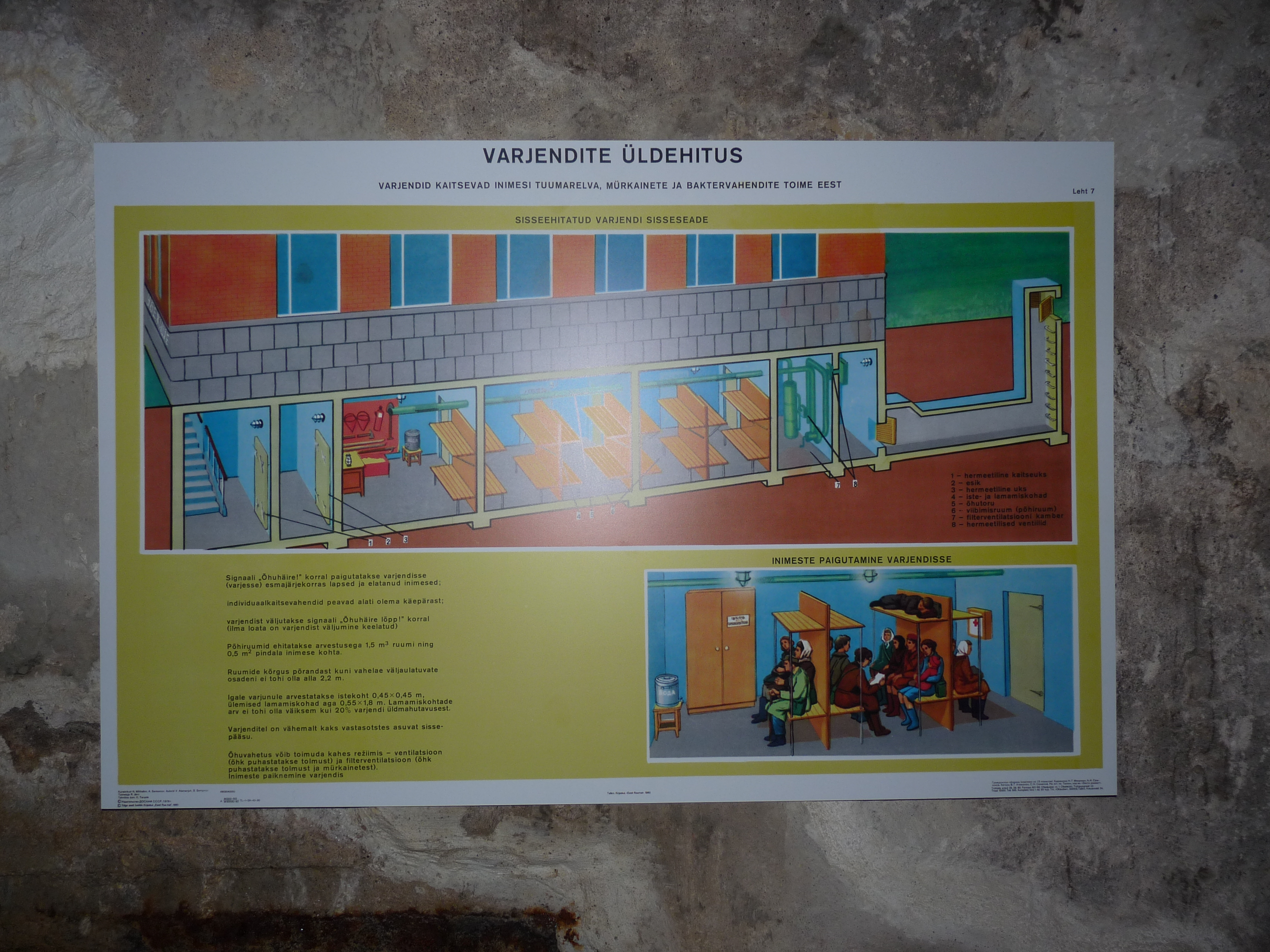
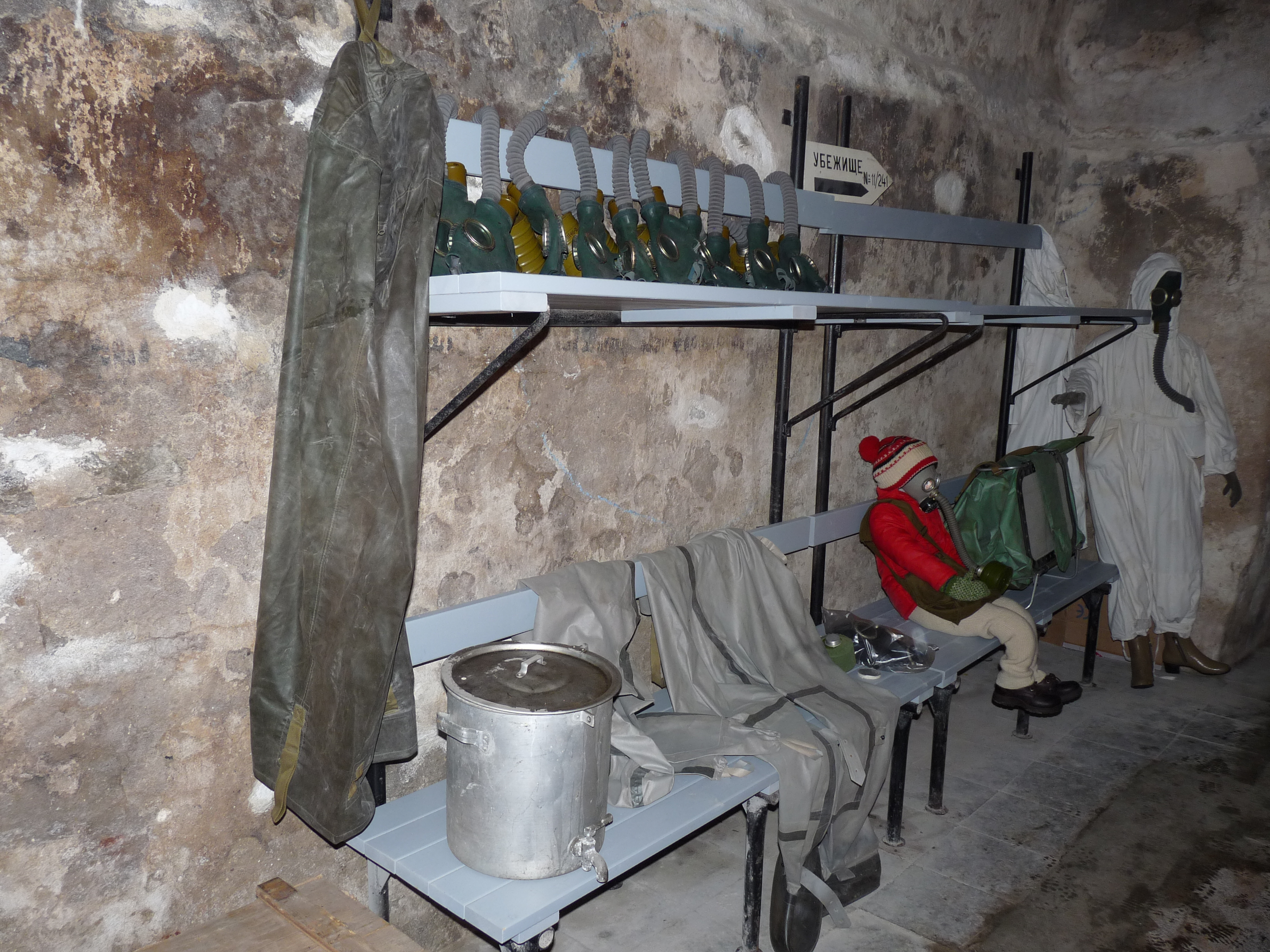
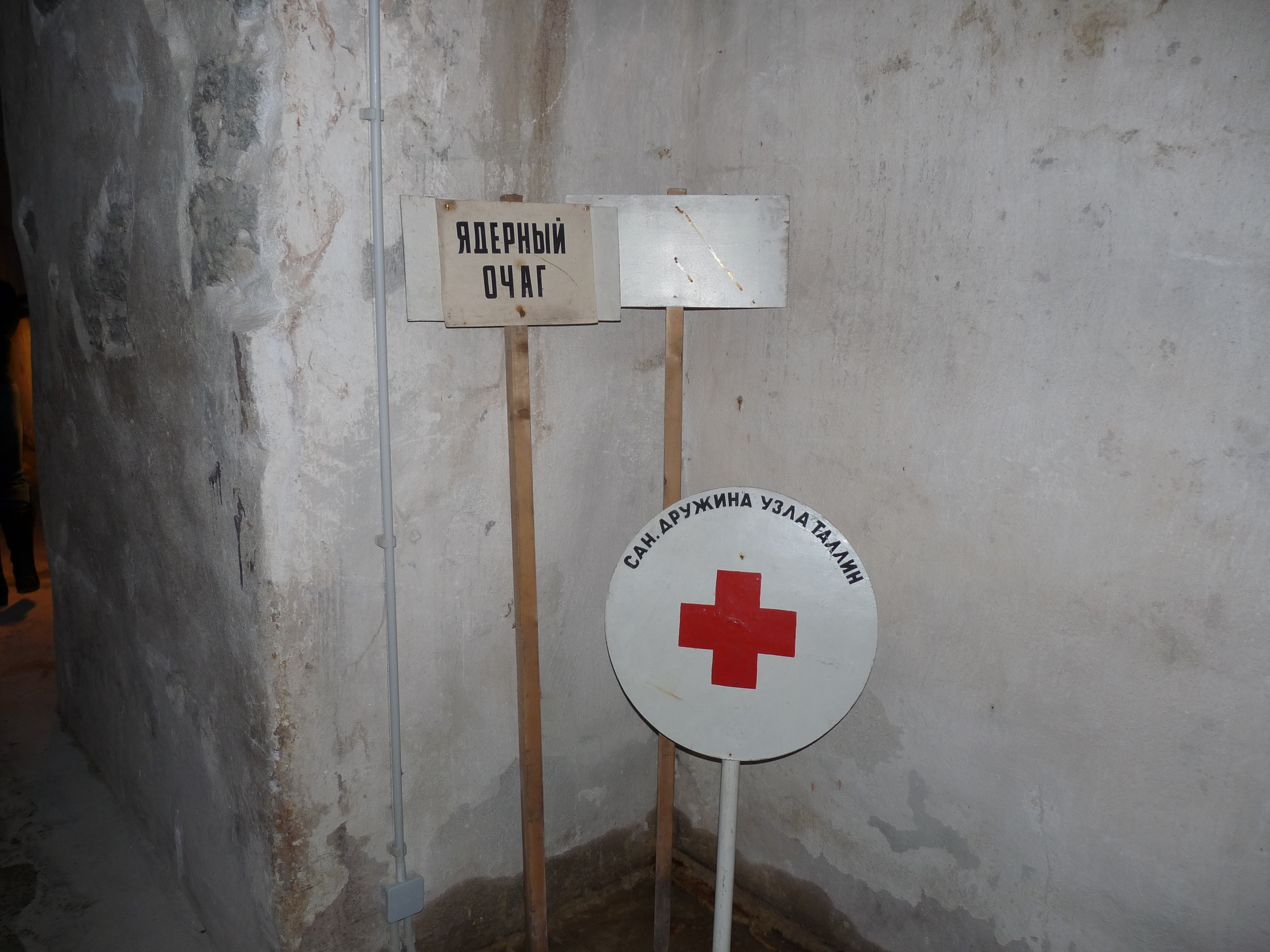
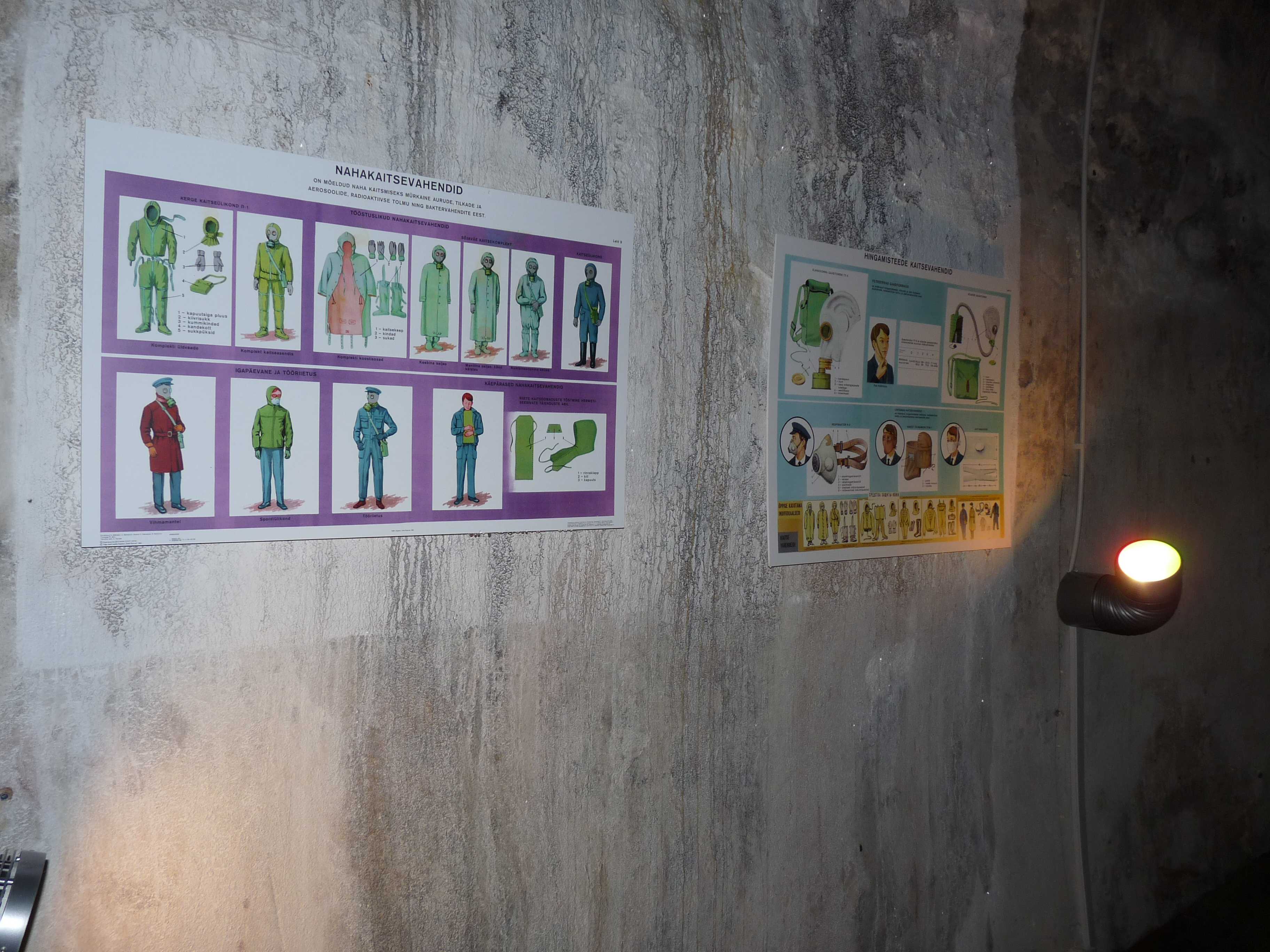
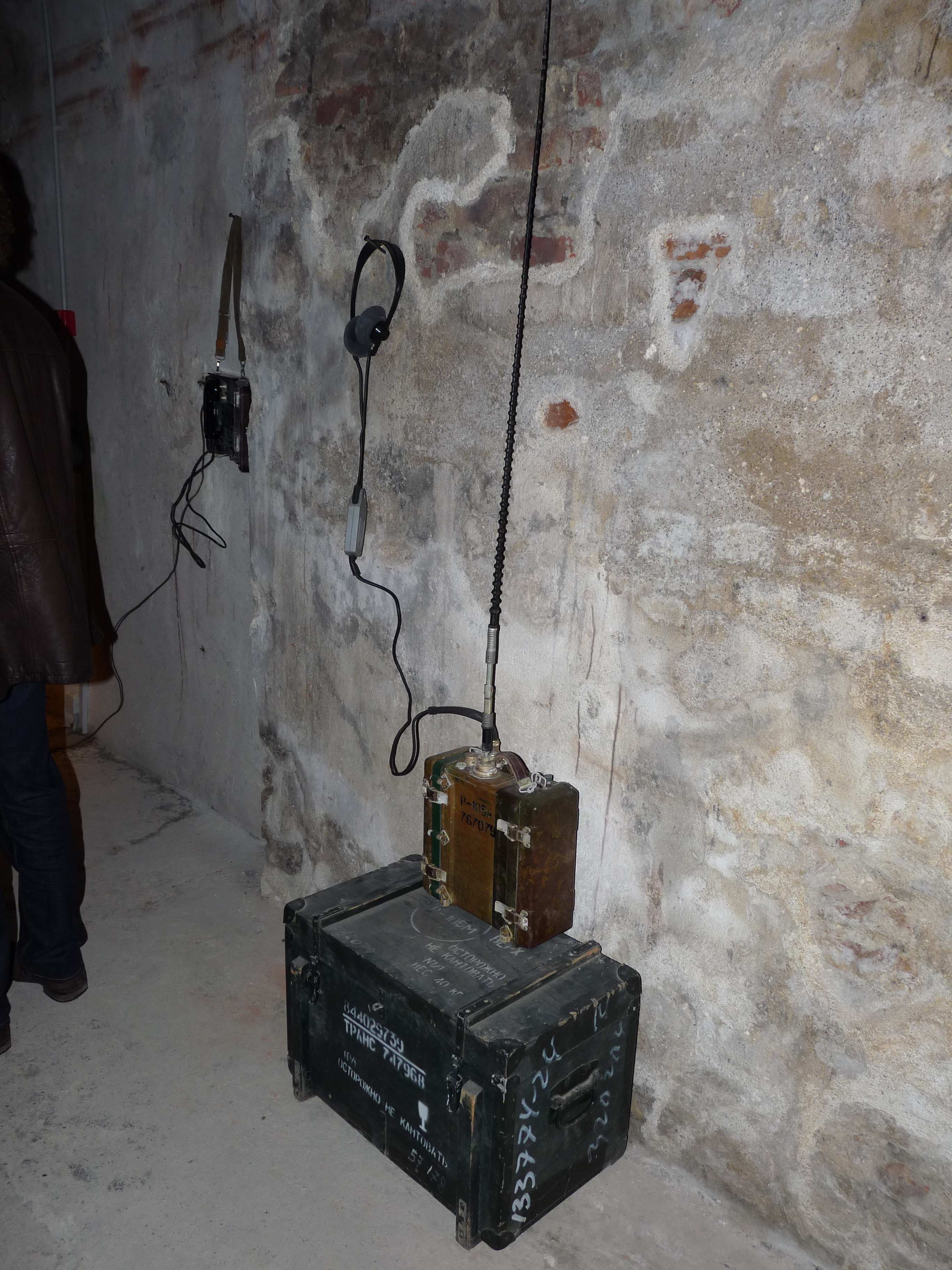
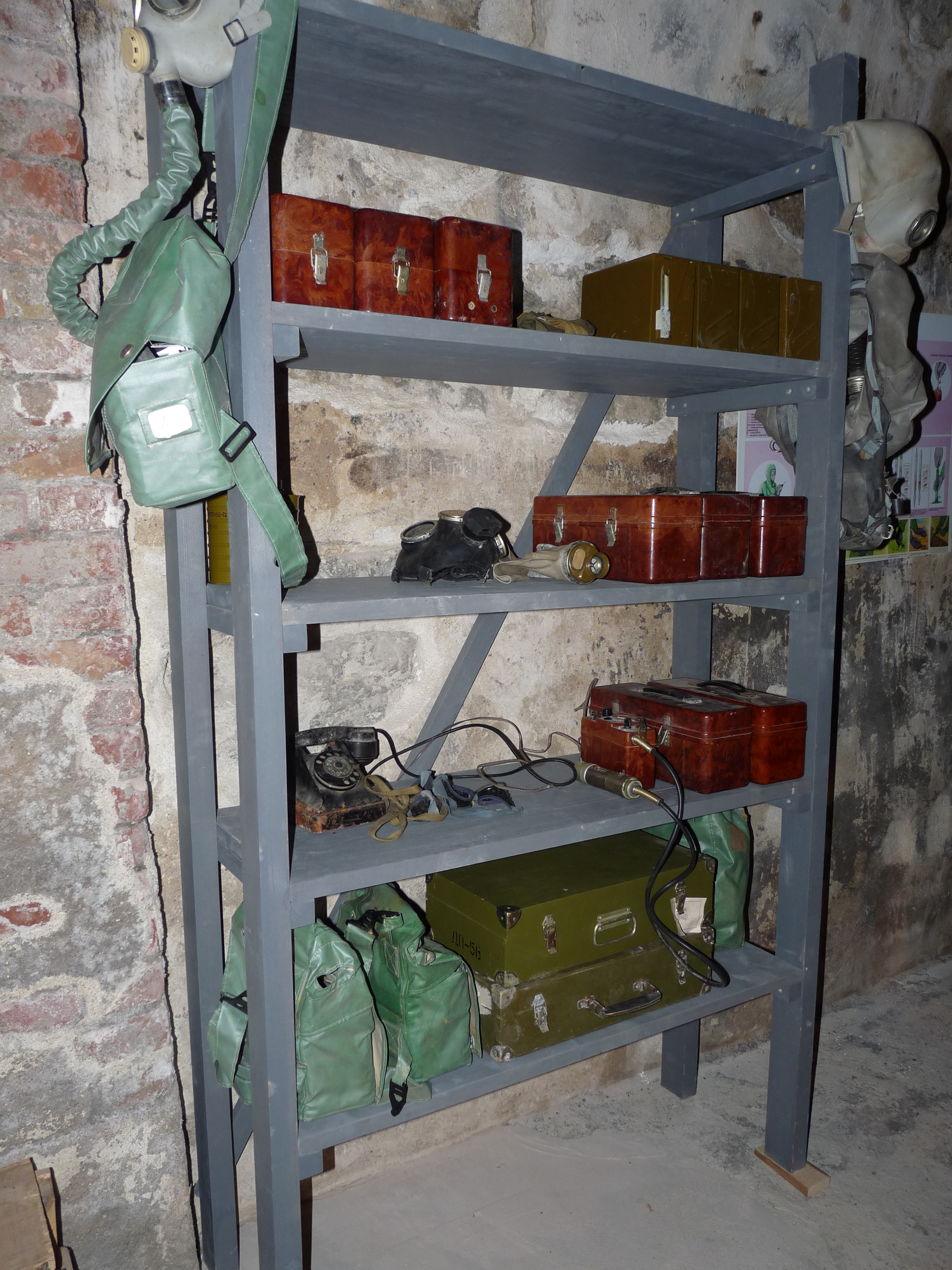
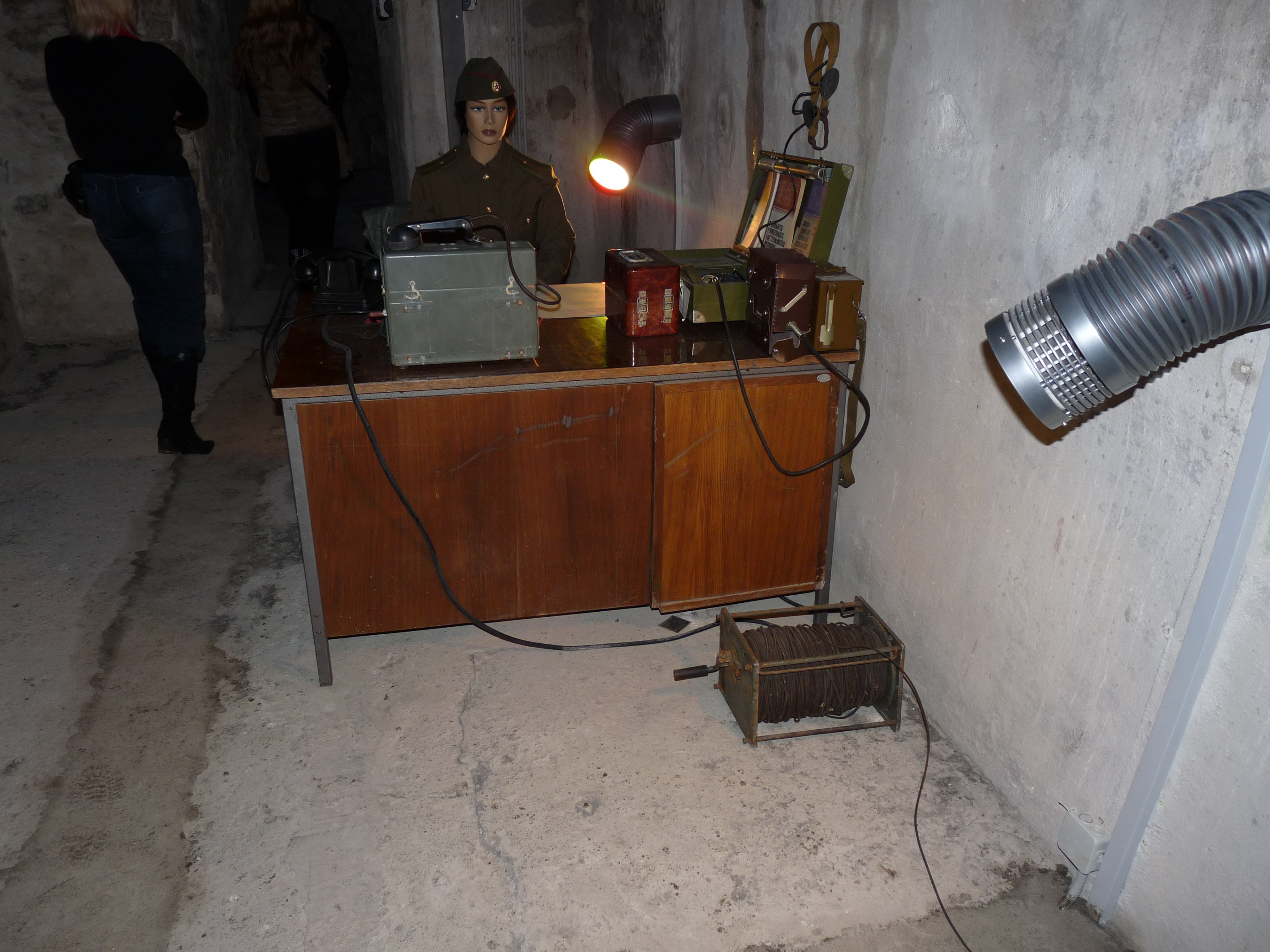
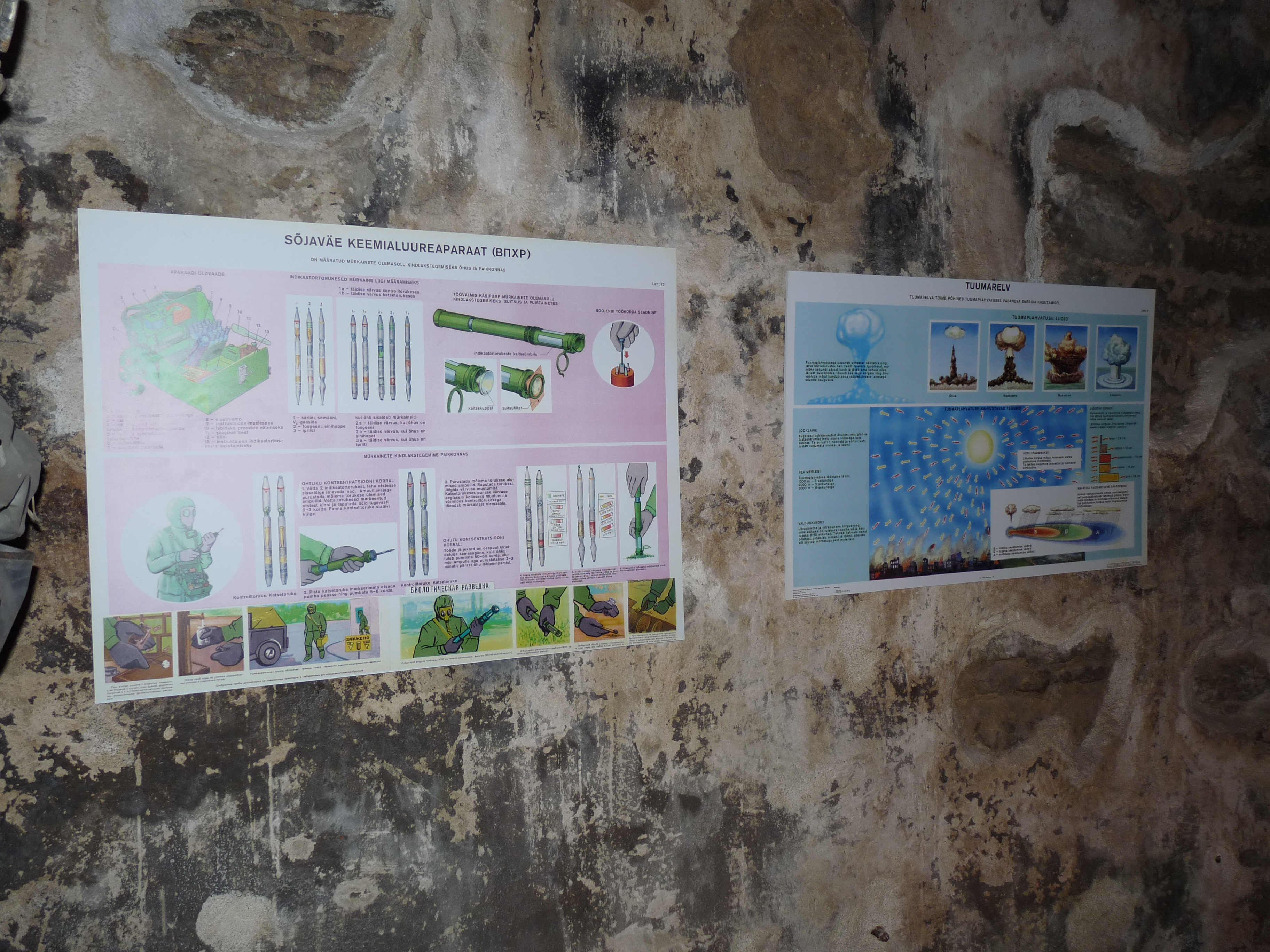
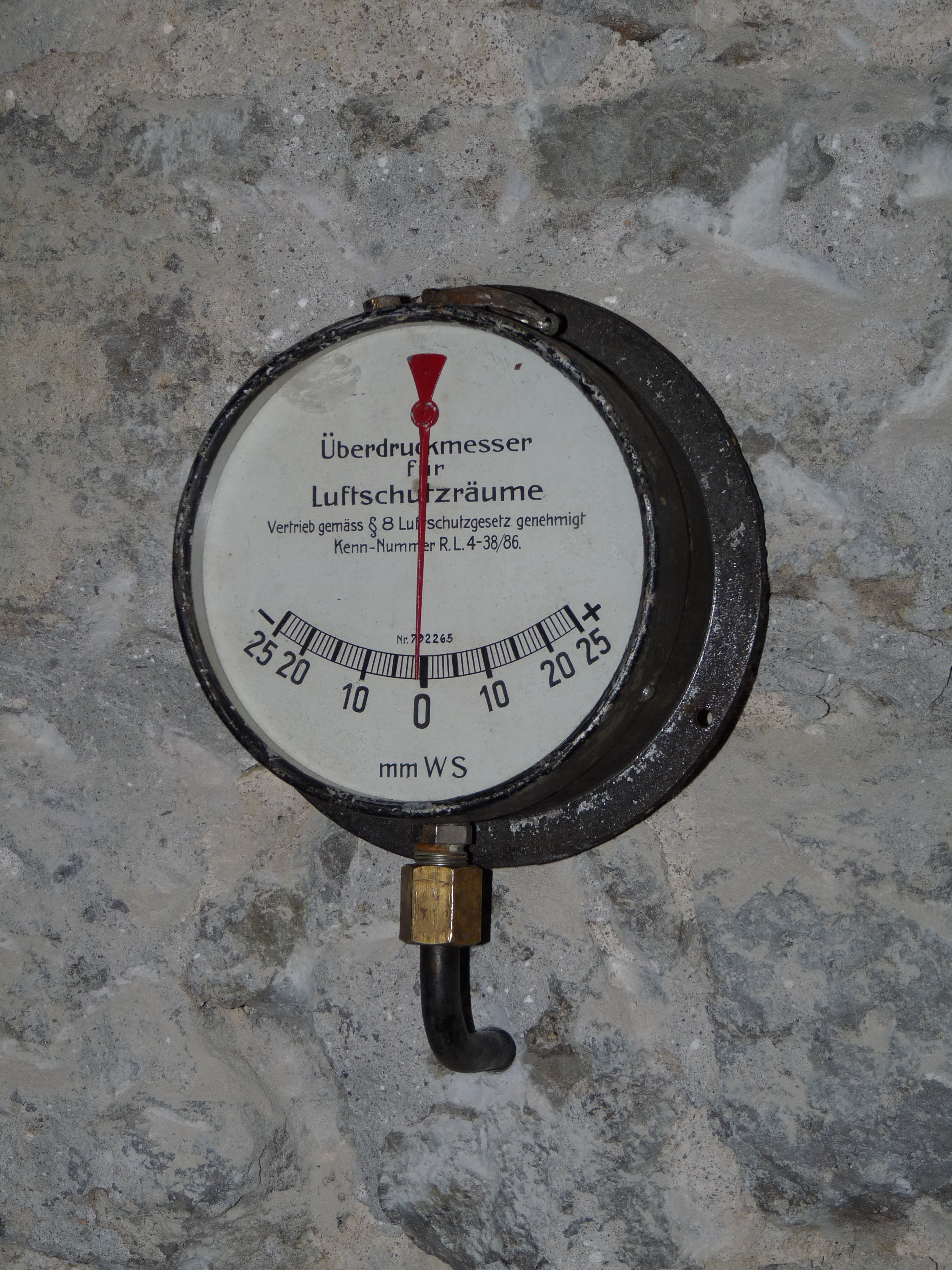
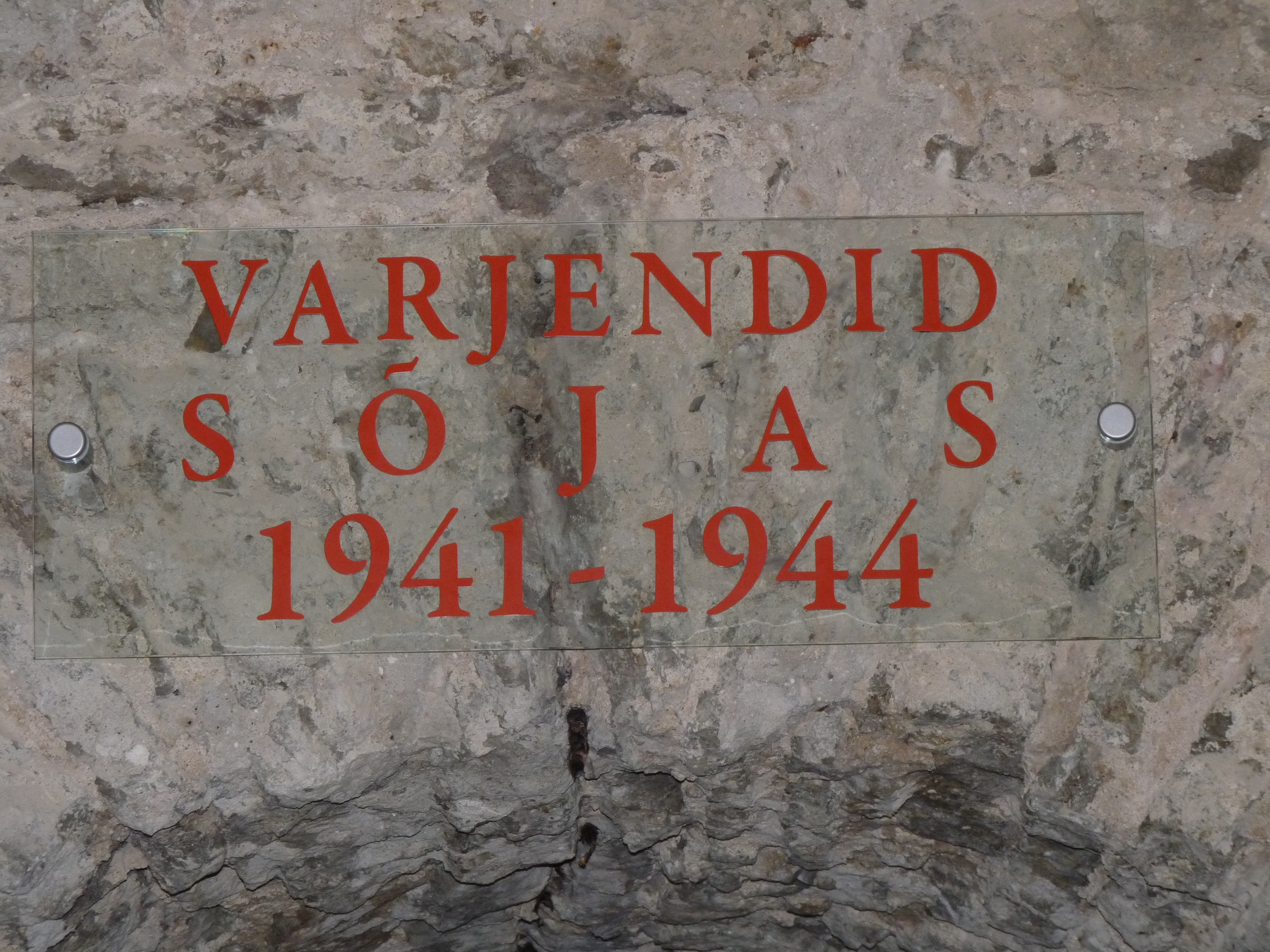
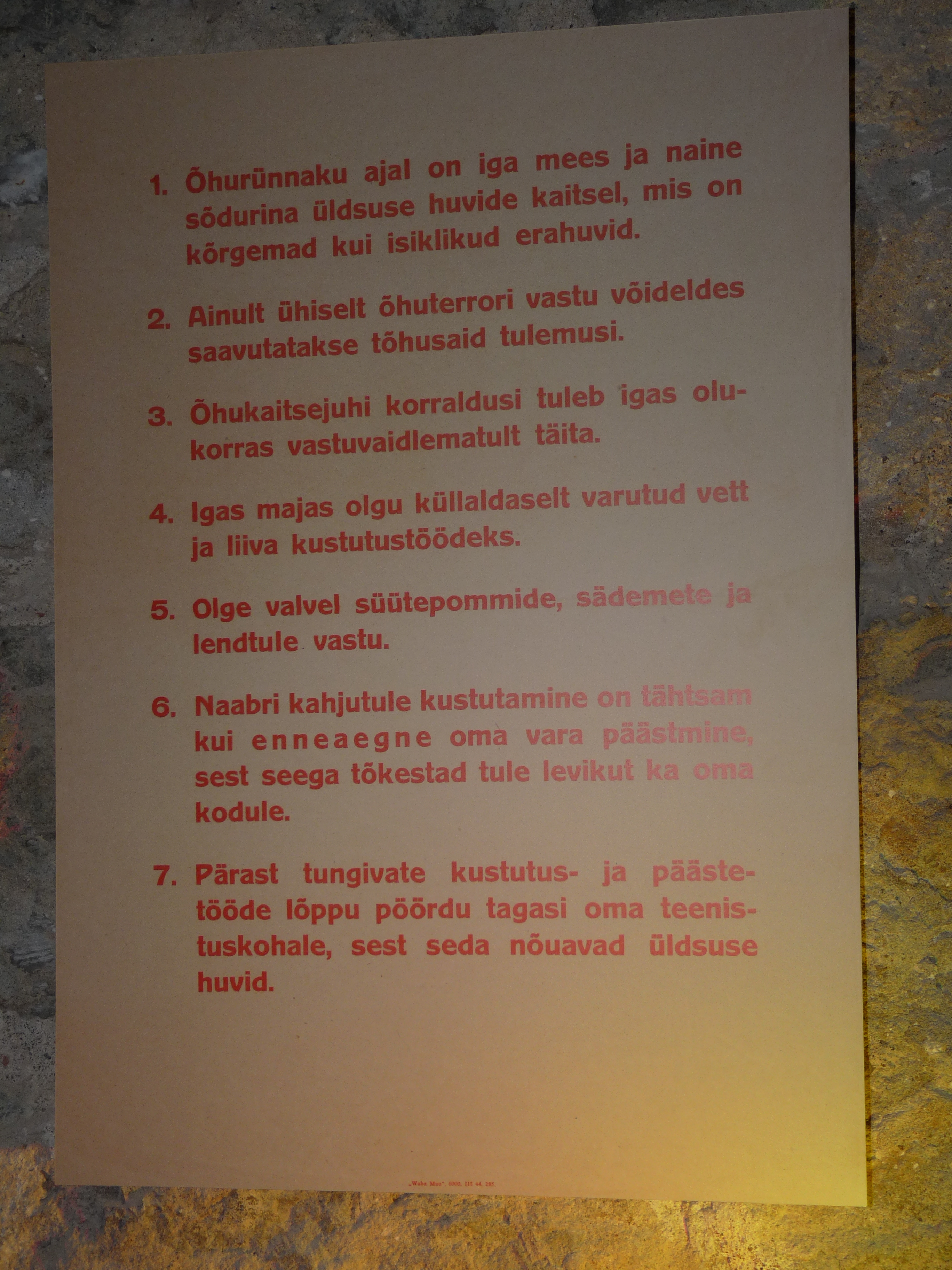
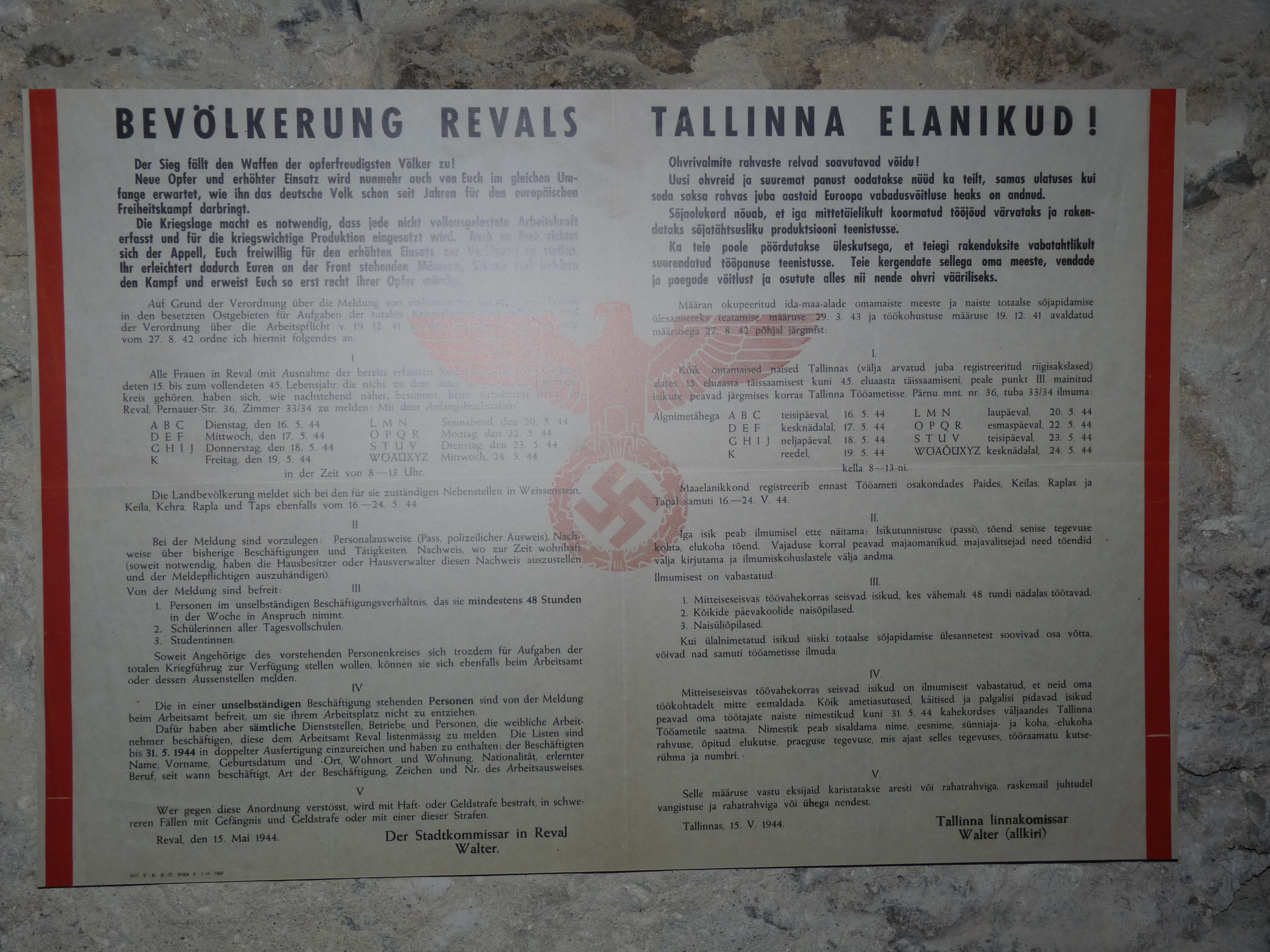
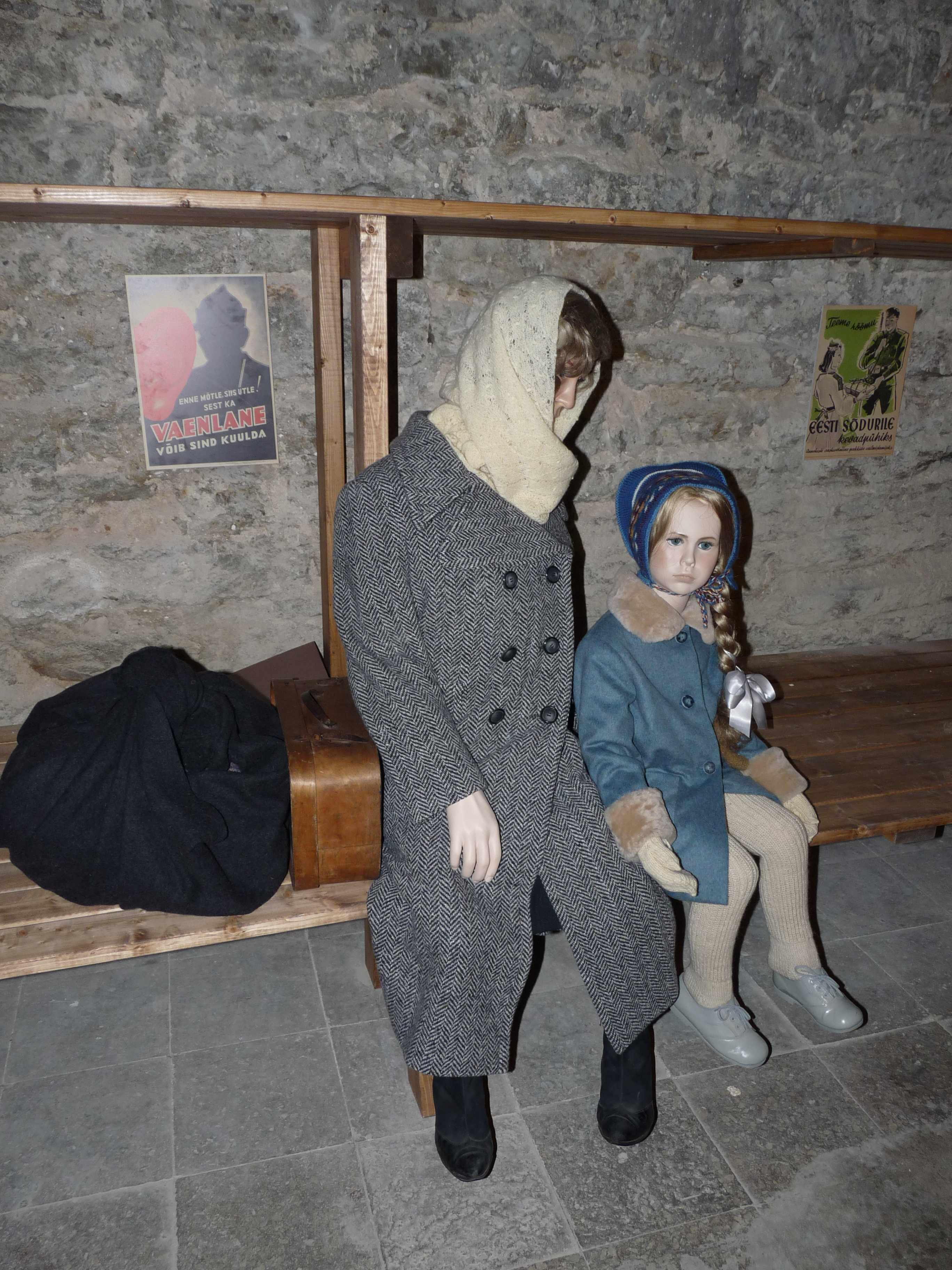
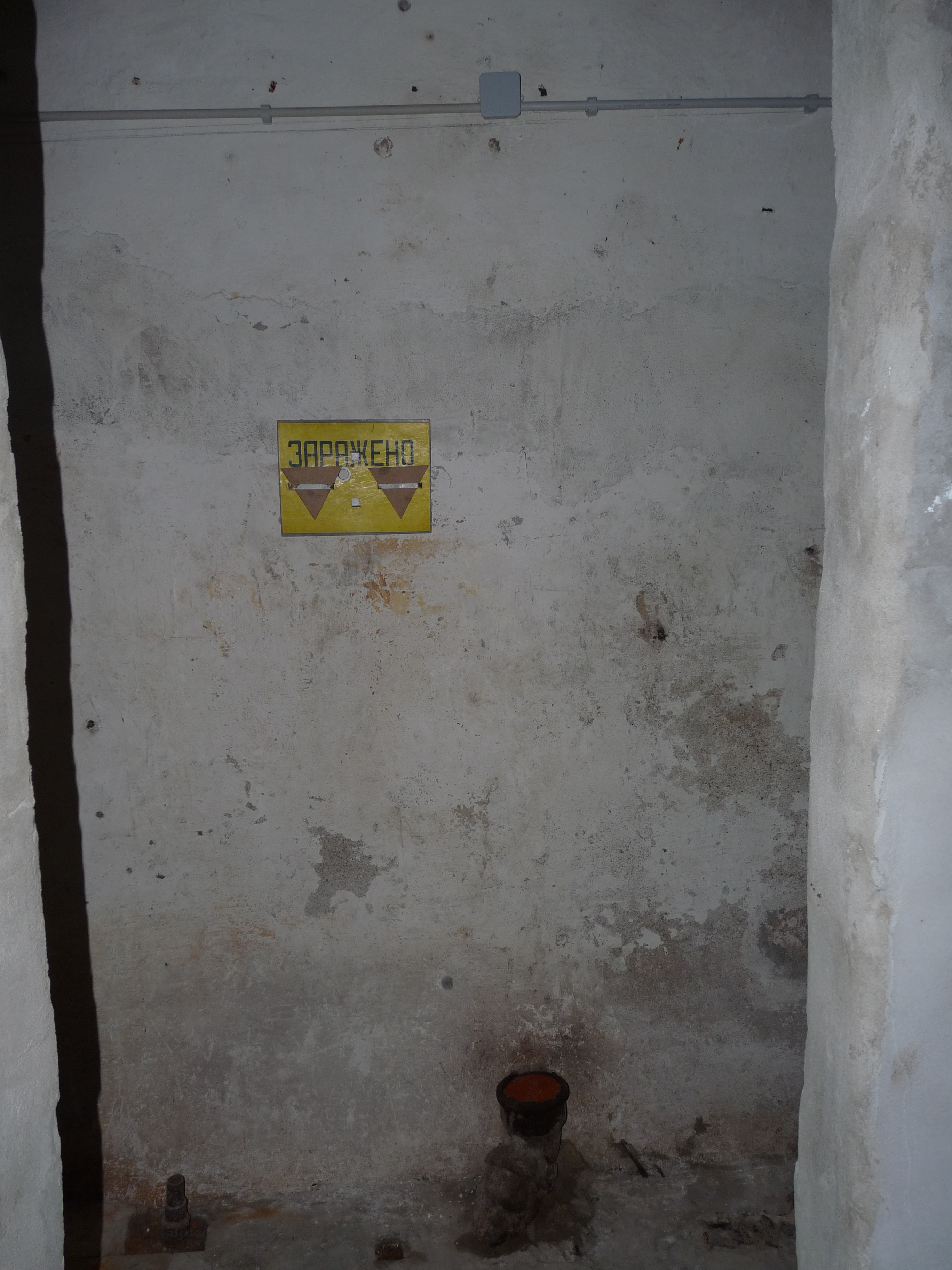
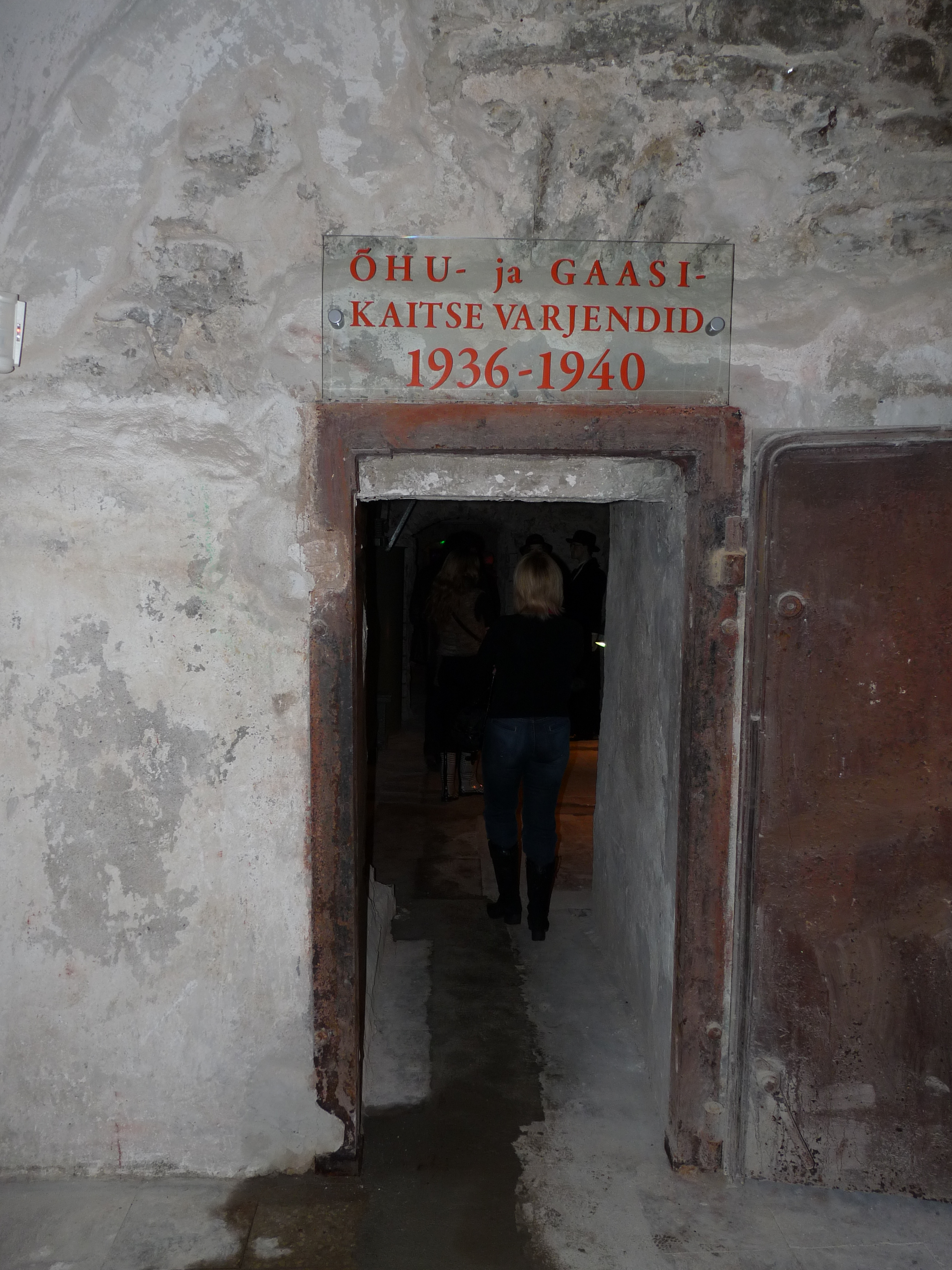
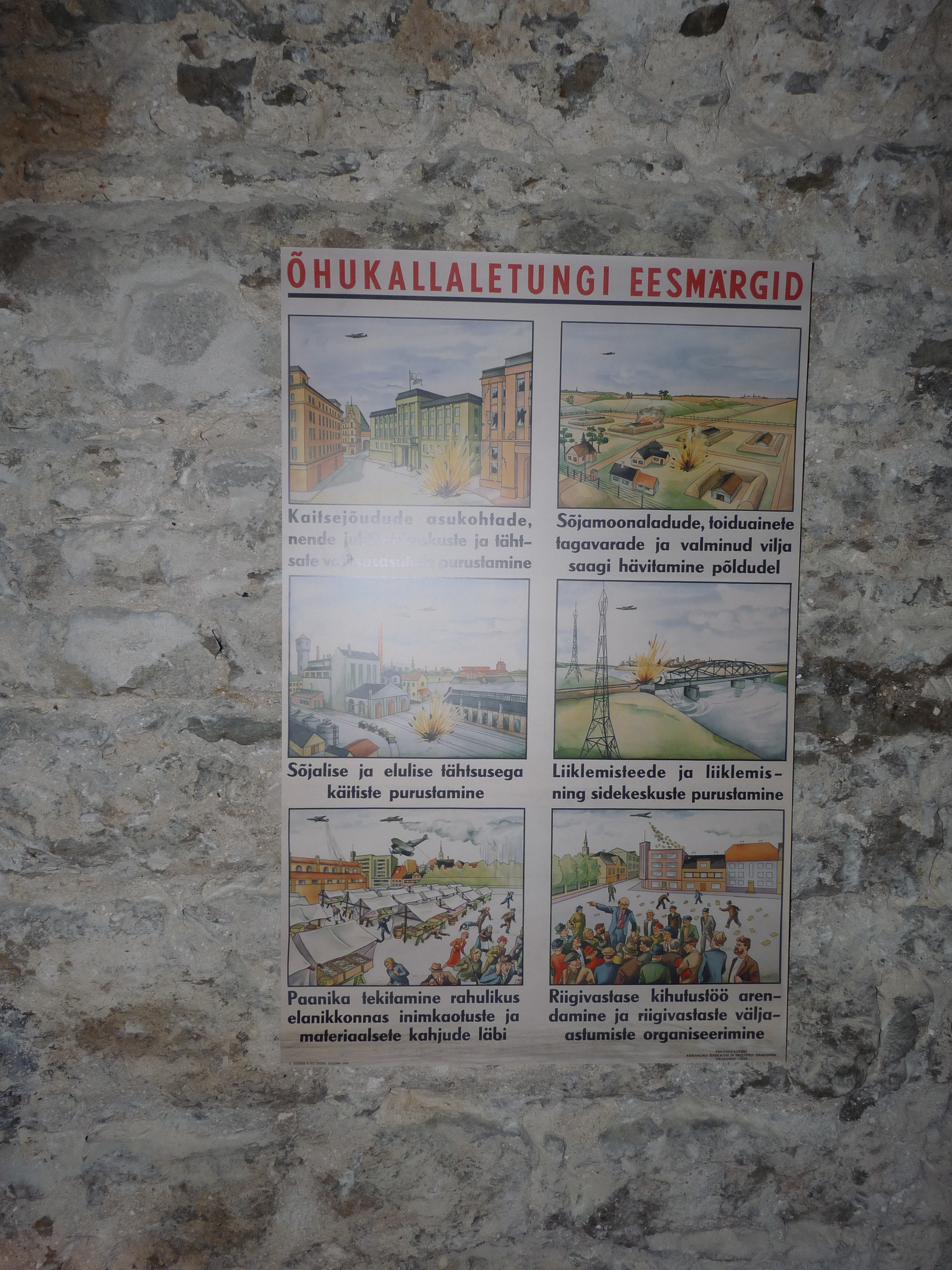
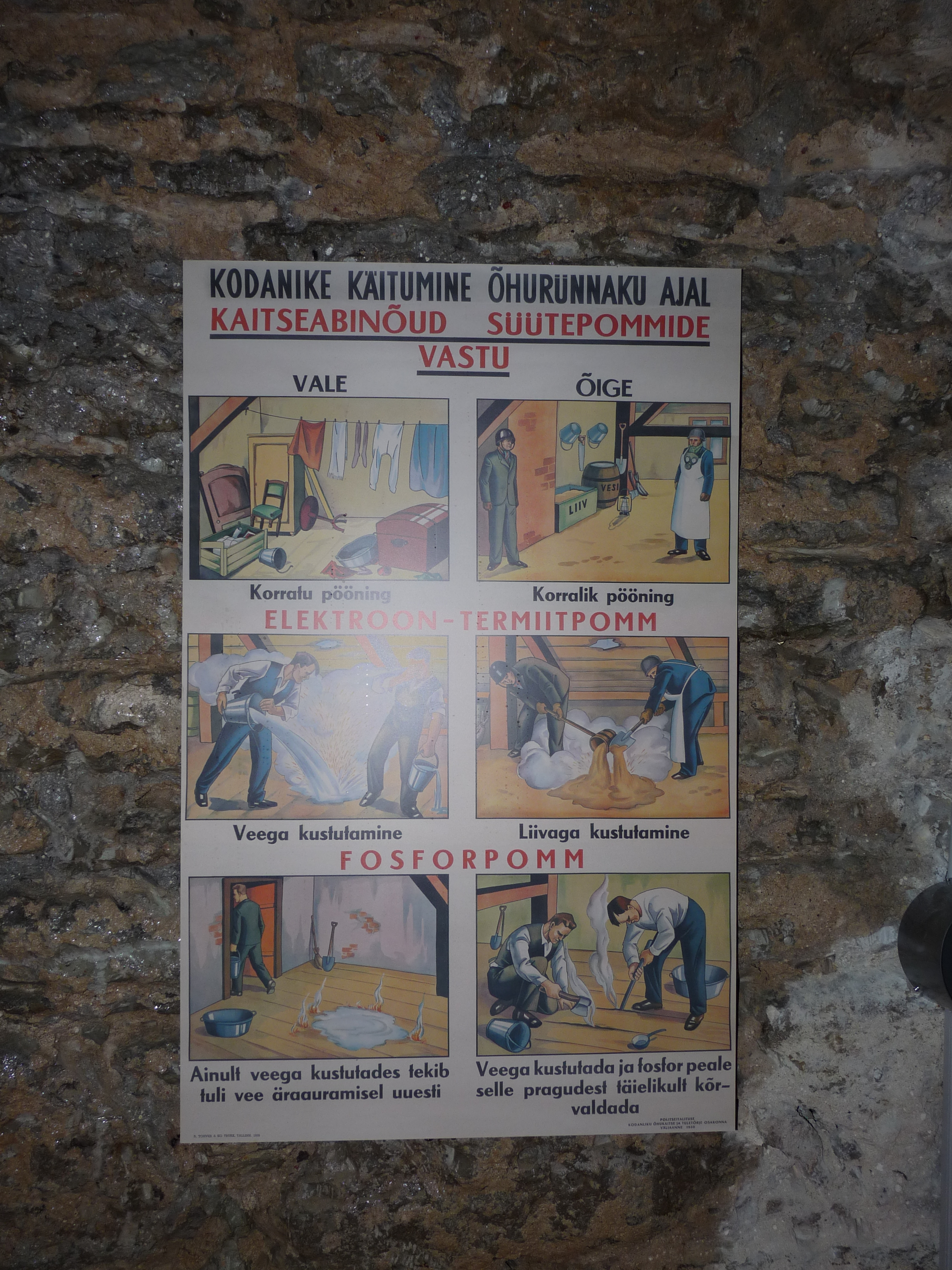
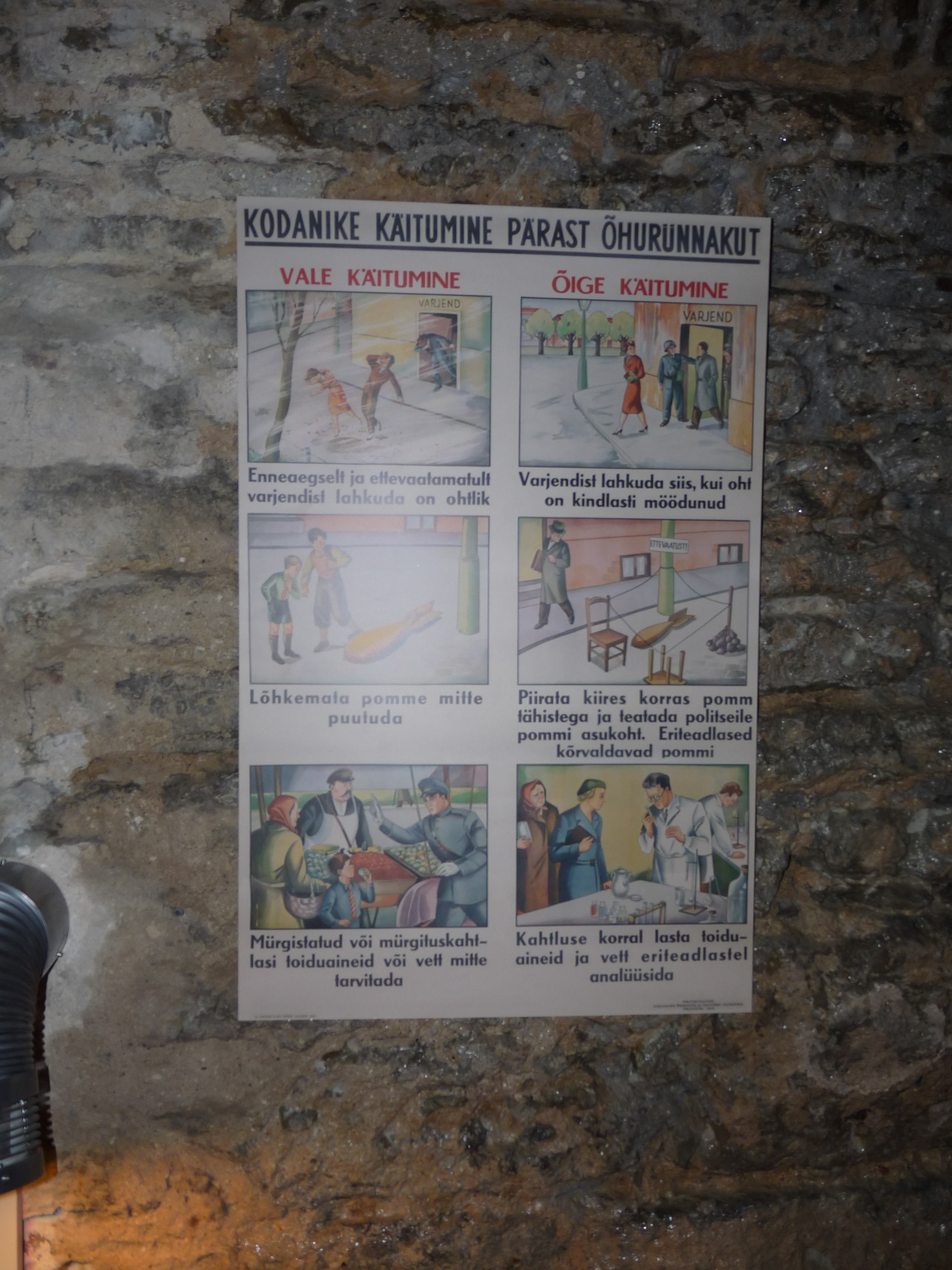
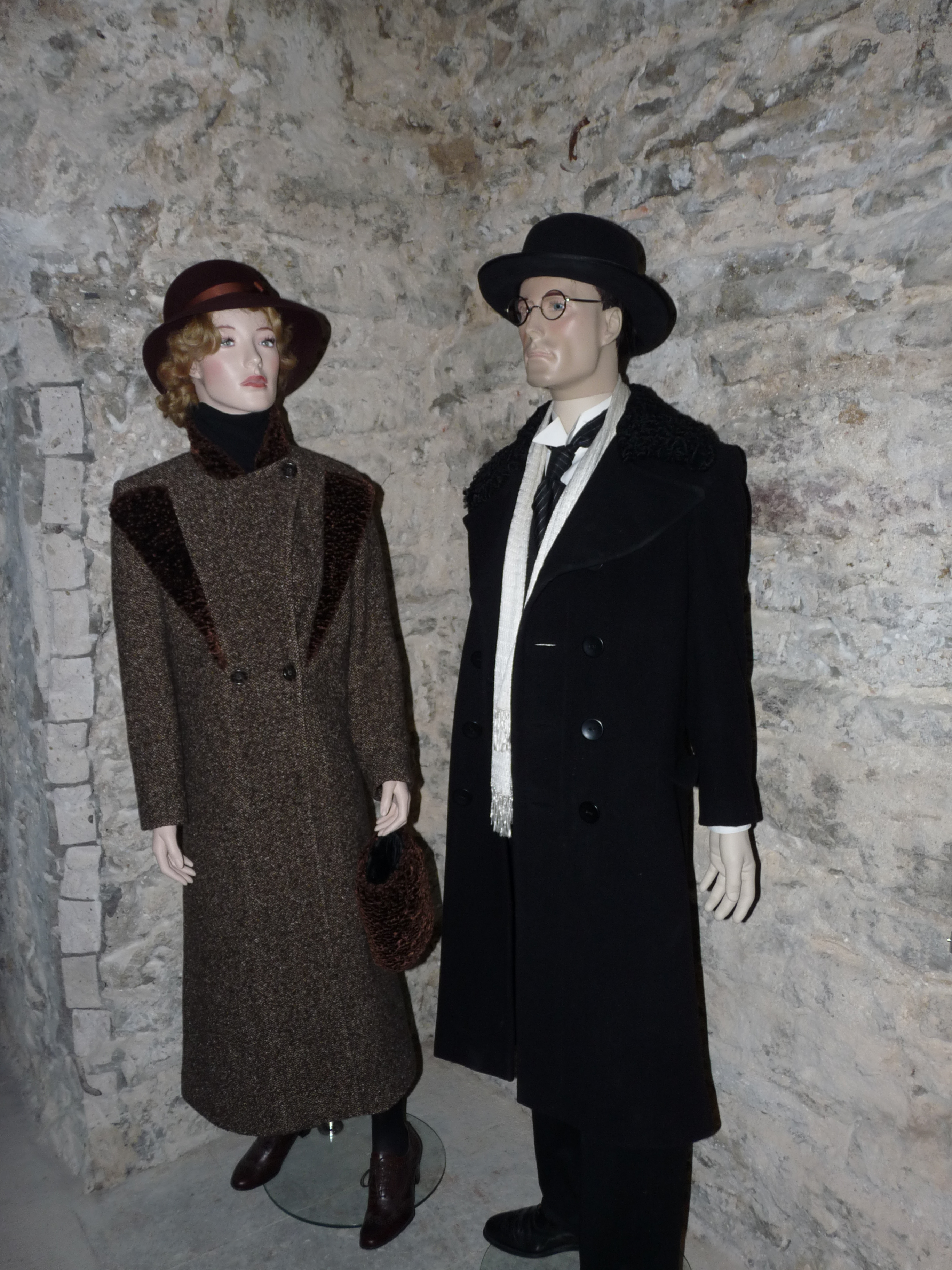
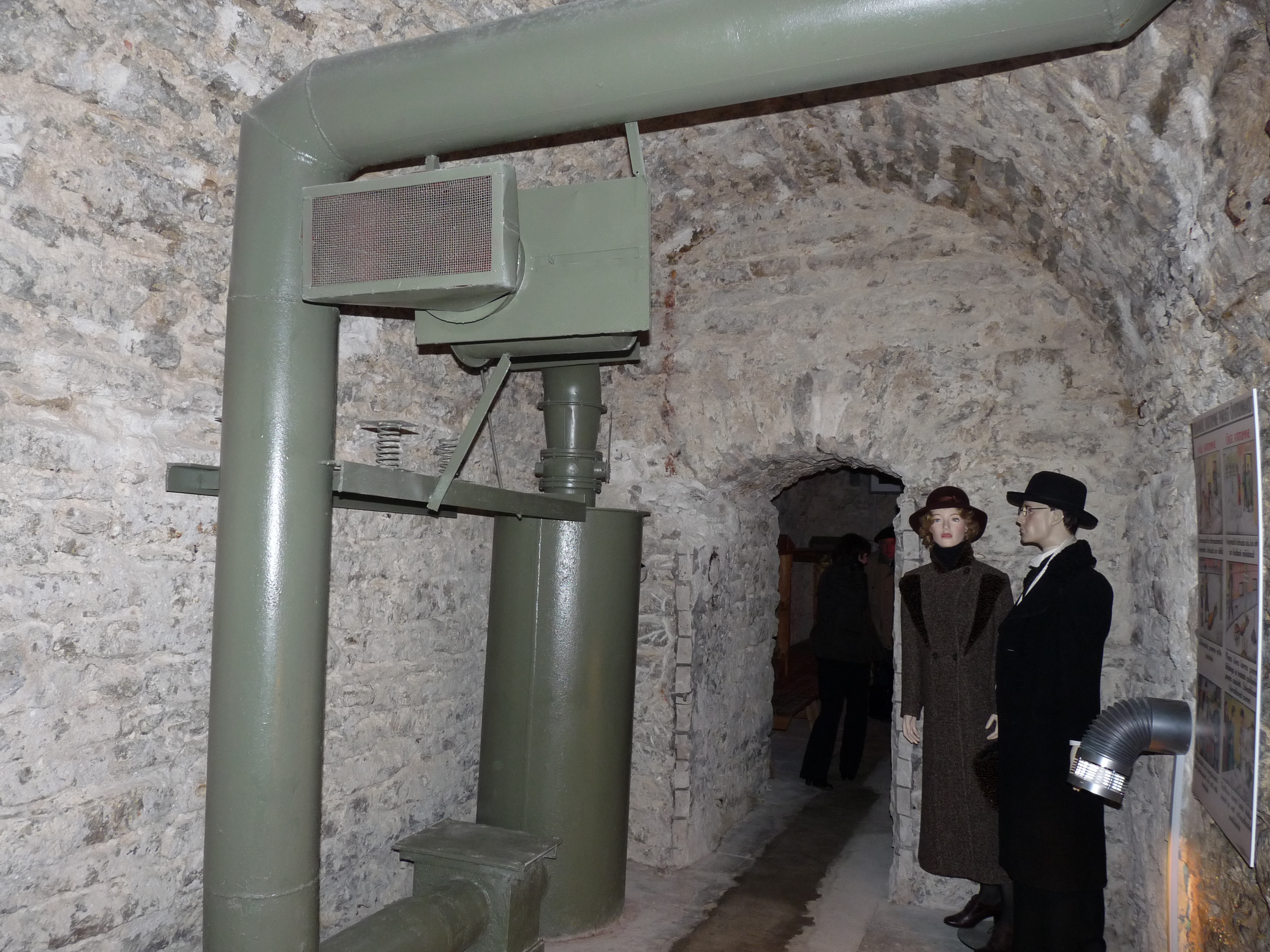
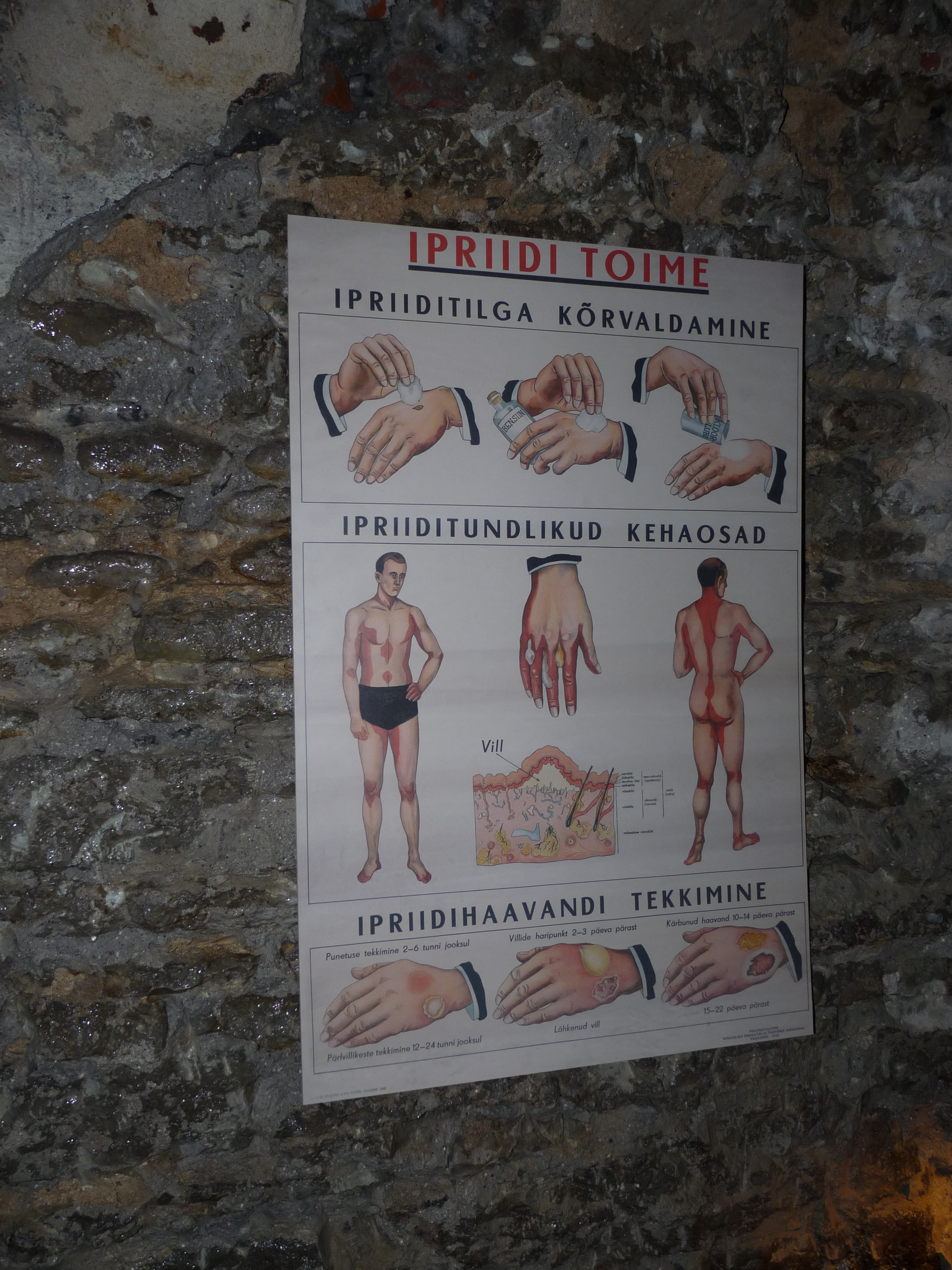
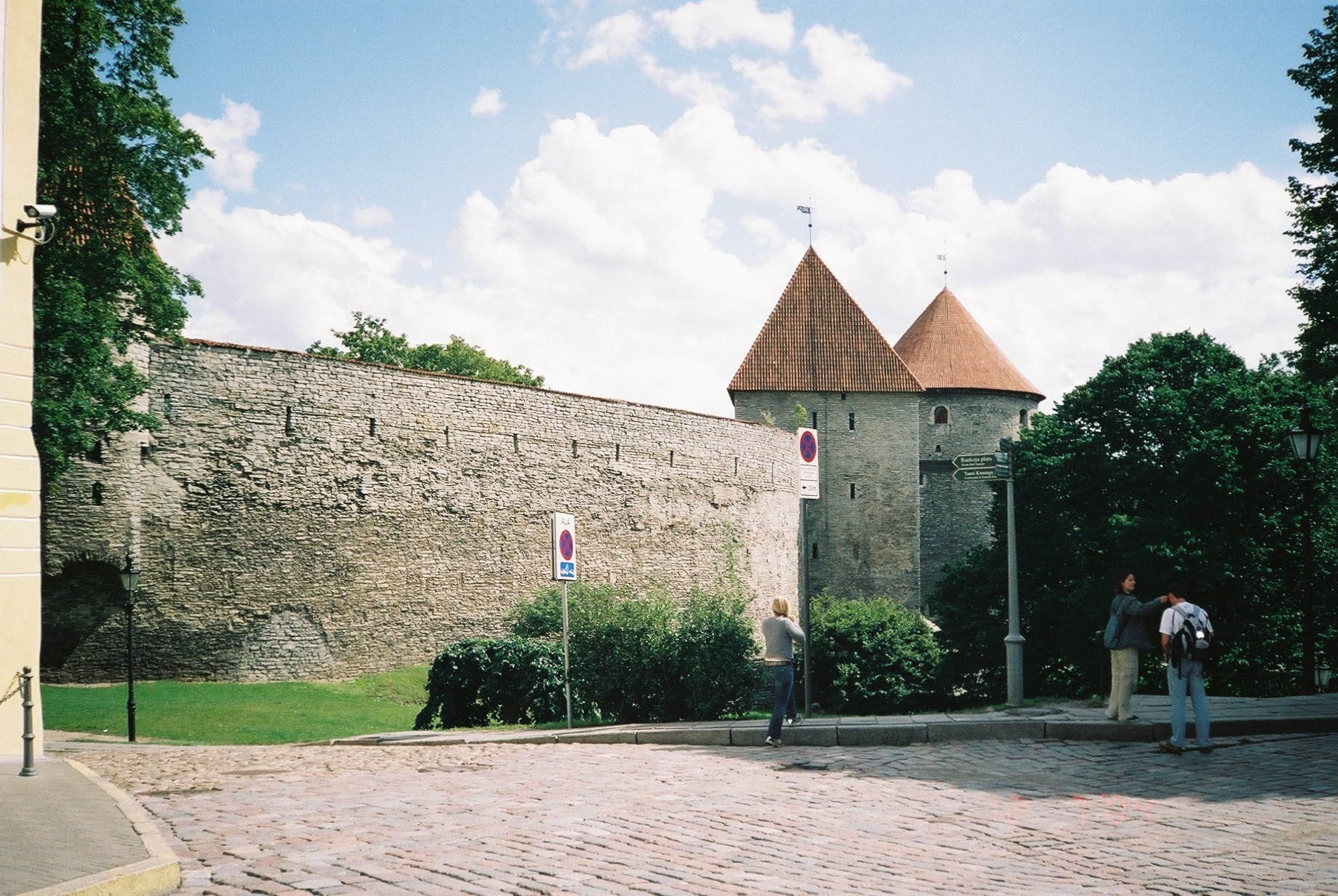